# Liste von Slasher-Filmen
Die Liste von Slasher-Filmen zählt chronologisch Filme auf, die dem Slasher-Genre zugeordnet werden.

## Vorläufer des Slasher-Films
Dieser Abschnitt listet Filme auf, die noch nicht als Slasher Film-bezeichnet wurden, das Genre aber nachhaltig geprägt haben.
| Titel                                        | Originaltitel                                  | Land        | Jahr | Regisseur                   | Anmerkungen                                                                   |
| -------------------------------------------- | ---------------------------------------------- | ----------- | ---- | --------------------------- | ----------------------------------------------------------------------------- |
| Vanishing Corpses                            | Seven Doors to Death                           | USA         | 1944 | Elmer Clifton               |                                                                               |
| Augen der Angst                              | Peeping Tom                                    | GB          | 1959 | Michael Powell              |                                                                               |
| Psycho                                       | Psycho                                         | USA         | 1960 | Alfred Hitchcock            |                                                                               |
| Die Jungfrauenquelle                         | Jungfrukällan                                  | SWE         | 1961 | Ingmar Bergman              |                                                                               |
| Mörderisch                                   | Homicidal                                      | USA         | 1961 | William Castle              |                                                                               |
| Blutige Seide                                | Sei donne per l’assassino                      | ITA         | 1963 | Mario Bava                  |                                                                               |
| Blood Feast                                  | Blood Feast                                    | USA         | 1963 | Herschell Gordon Lewis      |                                                                               |
| Dementia 13                                  | Dementia 13                                    | USA         | 1963 | Francis Ford Coppola        |                                                                               |
| Psychomania                                  | Violent Midnight                               | USA         | 1963 | Richard Hilliard            |                                                                               |
| Das Geheimnis der schwarzen Handschuhe       | L’uccello dalle piume di cristallo             | ITA         | 1970 | Dario Argento               |                                                                               |
| Red Wedding Night                            | Il rosso segno della follia                    | ITA         | 1970 | Mario Bava                  |                                                                               |
| Tödliche Ferien                              | And Soon the Darkness                          | GB          | 1970 | Robert Fuest                |                                                                               |
| Im Blutrausch des Satans                     | Reazione a catena                              | ITA         | 1971 | Mario Bava                  |                                                                               |
| Der Killer von Wien                          | Lo strano vizio della Signora Wardh            | ITA         | 1971 | Sergio Martino              |                                                                               |
| Der Schwanz des Skorpions                    | La coda dello scorpione                        | ITA         | 1971 | Sergio Martino              |                                                                               |
| Das Todessyndrom                             | La corta notte delle bambole di vetro          | BRD/ITA/JUG | 1971 | Aldo Lado                   |                                                                               |
| Die Fratze                                   | Fright                                         | GB          | 1971 | Peter Collinson             |                                                                               |
| Grauen um Jessica                            | Let’s Scare Jessica to Death                   | USA         | 1971 | John D. Hancock             |                                                                               |
| Hände voller Blut                            | Hands of the Ripper                            | USA         | 1971 | Peter Sasdy                 |                                                                               |
| Little Whorehouse on the Prairie             | Honey Britches                                 | USA         | 1971 | Donn Davison, Fred Olen Ray |                                                                               |
| Night of the Demon                           | The Touch of Satan                             | USA         | 1971 | Don Henderson               |                                                                               |
| Dr. Z                                        | Zaat                                           | USA         | 1971 | Don Barton, Arnold Stevens  |                                                                               |
| Beim Sterben ist jeder der Erste             | Deliverance                                    | USA         | 1972 | John Boorman                |                                                                               |
| Bloody Orgy                                  | The Gore Gore Girls                            | USA         | 1972 | Herschell Gordon Lewis      |                                                                               |
| Das letzte Haus links                        | The Last House on the Left                     | USA         | 1972 | Wes Craven                  |                                                                               |
| Der Turm der lebenden Leichen                | Tower of Evil                                  | GB          | 1972 | Jim O’Connolly              |                                                                               |
| Unter Mordverdacht                           | Home for the Holidays                          | USA         | 1972 | John Llewellyn Moxey        |                                                                               |
| Wer Gewalt sät                               | Straw Dogs                                     | GB/USA      | 1972 | Sam Peckinpah               |                                                                               |
| Blutbad des Schreckens                       | Scream Bloody Murder                           | USA         | 1973 | Marc B. Ray                 |                                                                               |
| Amputiert – Der Henker der Apokalypse        | The Severed Arm                                | USA         | 1973 | Thomas S. Alderman          |                                                                               |
| Gate of Darkness                             | Don’t Be Afraid of the Dark                    | USA         | 1973 | John Newland                |                                                                               |
| Maske des Grauens                            | La corrupción de Chris Miller                  | SPA         | 1973 | Juan Antonio Bardem         |                                                                               |
| Das Schreckenshaus des Dr. Death             | Madhouse                                       | USA         | 1973 | Jim Clark                   |                                                                               |
| Die Säge des Teufels                         | I corpi presentano tracce di violenza carnale  | ITA         | 1973 | Sergio Martino              |                                                                               |
| Expedition in die Zukunft                    | Idaho Transfer                                 | GB          | 1974 | Peter Fonda                 |                                                                               |
| Besessen                                     | Deranged                                       | CAN/USA     | 1974 | Jeff Gillen, Alan Ormsby    |                                                                               |
| Blutnacht – Das Haus des Todes               | Silent Night, Bloody Night                     | USA         | 1974 | Theodore Gershuny           |                                                                               |
| Jessy – Die Treppe in den Tod                | Black Christmas                                | CAN         | 1974 | Bob Clark                   |                                                                               |
| Blutgericht in Texas                         | The Texas Chainsaw Massacre                    | USA         | 1974 | Tobe Hooper                 |                                                                               |
| Schönen Muttertag – Dein George              | Happy Mother’s Day, Love George                | USA         | 1974 | Darren McGavin              |                                                                               |
| Die Tür ins Jenseits                         | From Beyond the Grave                          | GB          | 1974 | Kevin Connor                |                                                                               |
| Criminally Insane                            | Criminally Insane                              | USA         | 1975 | Nick Millard                |                                                                               |
| Don’t Hang Up                                | Don’t Open the Door!                           | USA         | 1975 | S.F. Brownrigg              |                                                                               |
| Forced Entry – Erzwungener Eintritt          | Forced Entry                                   | USA         | 1975 | Jim Sotos                   |                                                                               |
| Labyrinth des Schreckens                     | Gatti rossi in un labirinto di vetro           | ITA         | 1975 | Umberto Lenzi               |                                                                               |
| Schizophren                                  | The Lover Butcher                              | USA         | 1975 | Don Jones                   |                                                                               |
| Communion – Messe des Grauens                | Alice Sweet Alice                              | USA         | 1975 | Alfred Sole                 |                                                                               |
| Psychic Killer                               | The Kirlian Effect                             | USA         | 1975 | Ray Denton                  |                                                                               |
| Rosso – Farbe des Todes                      | Profondo rosso                                 | ITA         | 1975 | Dario Argento               | [ 9 ]                                                                         |
| Bluthunde (Verweistitel: Party des Grauens)  | Death Weekend                                  | CAN         | 1976 | William Fruet               | Rape-and-Revenge-Film                                                         |
| Drive In Killer                              | Drive-In Massacre                              | USA         | 1976 | Stuard Segal                |                                                                               |
| Der Umleger                                  | The Town That Dreaded Sundown                  | USA         | 1976 | Charles B. Pierce           |                                                                               |
| House on Straw Hill                          | Exposé                                         | GB          | 1976 | James Kenelm Clarke         |                                                                               |
| Massaker in Klasse 13                        | Massacre at Central High                       | USA         | 1976 | Rene Daalder                |                                                                               |
| Oxen Split Torturing                         | Tokugawa onna keibatsu-emaki: Ushi-zaki no kei | JPN         | 1976 | Yûji Makiguchi              |                                                                               |
| Des Teufels Saat                             | Demon Seed                                     | USA         | 1976 | Donald Cammell              |                                                                               |
| Blutrausch                                   | Eaten Alive                                    | USA         | 1976 | Tobe Hooper                 |                                                                               |
| Demon                                        | God Told Me To                                 | USA         | 1976 | Larry Cohen                 |                                                                               |
| The Clown Murders                            | The Clown Murders                              | CAN         | 1976 | Martyn Burke                |                                                                               |
| Hügel der blutigen Augen                     | The Hills Have Eyes                            | USA         | 1977 | Wes Craven                  |                                                                               |
| Mosquito – Der Schänder                      | Mosquito – Der Schänder                        | GER         | 1977 | Marijan David Vajda         |                                                                               |
| Revenge of the Dead                          | Meatcleaver Massacre                           | USA         | 1977 | Evan Lee                    |                                                                               |
| Rituals                                      | The Creeper                                    | CAN/USA     | 1977 | Peter Carter                |                                                                               |
| Geständnis einer Nonne                       | Suor Omicidi                                   | ITA         | 1979 | Giulio Berruti              | es existierte eine ungeprüfte Uncut-Fassung, die neue Version ist geschnitten |
| Exzesse im Folterkeller                      | Dabide no hoshi: Bishôjo-gari                  | JPN         | 1979 | Noribumi Suzuki             |                                                                               |
| The Driller Killer – Der Bohrmaschinenkiller | The Driller Killer                             | USA         | 1979 | Abel Ferrara                |                                                                               |

## Die Slasher-Filme
Dieser Abschnitt listet die Filme auf, die mehrfach als „Slasher-Filme“ bezeichnet wurden oder generell dem Genre zugeordnet werden.

### 1978–1979
| Titel                                    | Originaltitel               | Land | Jahr | Regisseur                       | Anmerkung                                                                                         |
| ---------------------------------------- | --------------------------- | ---- | ---- | ------------------------------- | ------------------------------------------------------------------------------------------------- |
| Blood Stalkers                           | Blood Stalkers              | USA  | 1978 | Robert W. Morgan                |                                                                                                   |
| Class Reunion Massacre                   | The Redeemer: Son of Satan! | USA  | 1978 | Constantine S. Gochis           |                                                                                                   |
| Dark Rider                               | Killer’s Delight            | USA  | 1978 | Jeremy Hoenack                  |                                                                                                   |
| Der Killer mit der Bohrmaschine          | The Toolbox Murders         | USA  | 1978 | Dennis Connelly                 |                                                                                                   |
| Halloween – Die Nacht des Grauens        | Halloween                   | USA  | 1978 | John Carpenter                  | gilt als Begründer des Slasher-Genres, seit 28. September 1998 auf FSK 16 heruntergestuft (uncut) |
| Ich spuck auf dein Grab                  | I Spit on Your Grave        | USA  | 1978 | Meir Zarchi                     |                                                                                                   |
| Blutiger Schatten                        | Solamente nero              | ITA  | 1978 | Antonio Bido                    |                                                                                                   |
| A Woman Like That                        | Öyle bir kadin ki           | TR   | 1979 | Naki Yurter                     | Remake von Ich spuck auf dein Grab                                                                |
| Boogeyman – Der schwarze Mann            | The Boogeyman               | USA  | 1979 | Ulli Lommel                     |                                                                                                   |
| Das Grauen kommt um 10                   | When a Stranger Calls       | USA  | 1979 | Fred Walton                     |                                                                                                   |
| Der Killer hinter der Maske              | Savage Weekend              | USA  | 1979 | David Paulsen, John Mason Kirby |                                                                                                   |
| Driller Killer – Der Bohrmaschinenkiller | The Driller Killer          | USA  | 1979 | Abel Ferrara                    |                                                                                                   |
| Tourist Trap – Die Touristenfalle        | Tourist Trap                | USA  | 1979 | David Schmoeller                |                                                                                                   |
| Der Tag nach Halloween                   | Snapshot                    | AUS  | 1979 | Simon Wincer                    |                                                                                                   |

### 1980–1989
| Titel                                              | Originaltitel                                       | Land        | Jahr | Regisseur                                    | Anmerkung                                                                                      |
| -------------------------------------------------- | --------------------------------------------------- | ----------- | ---- | -------------------------------------------- | ---------------------------------------------------------------------------------------------- |
| Das Haus der lebenden Leichen                      | Don’t Go in the House                               | USA         | 1980 | Joseph Ellison                               |                                                                                                |
| Der Teufel tanzt weiter                            | Night of the Demon                                  | USA         | 1980 | James C. Wasson                              |                                                                                                |
| Die Augen eines Fremden                            | Eyes of A Stranger                                  | USA         | 1980 | Ken Wiederhorn                               |                                                                                                |
| Freitag der 13.                                    | Friday the 13th                                     | USA         | 1980 | Sean S. Cunningham                           |                                                                                                |
| The Ghost Dance                                    | The Ghost Dance                                     | USA         | 1980 | Peter F. Buffa                               |                                                                                                |
| Goodnight – Die Nacht, als Knecht „Blutbrecht“ kam | To All a Goodnight                                  | USA         | 1980 | David Hess                                   |                                                                                                |
| Graduation Day – 7 Tage zur Ewigkeit               | Graduation Day                                      | USA         | 1980 | Herb Feed                                    |                                                                                                |
| Hotel zur Hölle                                    | Motel Hell                                          | USA         | 1980 | Kevin Connor                                 |                                                                                                |
| Madhouse – Party des Schreckens                    | There Was a Litte Girl                              | ITA         | 1980 | Ovilio G. Assonitis                          |                                                                                                |
| Man-Eater – Der Menschenfresser                    | Antropophagus                                       | ITA         | 1980 | Joe D’Amato                                  |                                                                                                |
| Maniac                                             | Maniac                                              | USA         | 1980 | William Lustig                               |                                                                                                |
| Monster im Nachtexpreß                             | Terror Train                                        | CAN         | 1980 | Roger Spottiswoode                           |                                                                                                |
| Muttertag                                          | Mother’s Day                                        | USA         | 1980 | Charles Kaufman                              |                                                                                                |
| Nightmare on the Street                            | Nightmares                                          | AUS         | 1980 | John Lamons                                  |                                                                                                |
| Panische Angst                                     | He Knows You’re Alone                               | USA         | 1980 | Armand Mastroianni                           |                                                                                                |
| Patrick lebt!                                      | Patrick vive ancora                                 | ITA         | 1980 | Mario Landi                                  |                                                                                                |
| Prom Night – Die Nacht des Schlächters             | Prom Night                                          | CAN         | 1980 | Paul Lynch                                   |                                                                                                |
| Psychock                                           | The Silent Scream                                   | USA         | 1980 | Denny Harris                                 |                                                                                                |
| Teuflische Weihnachten                             | Christmas Evil                                      | USA         | 1980 | Lewis Jackson                                |                                                                                                |
| Todesschrei am Telefon                             | Don’t Answer the Phone                              | USA         | 1980 | Robert Hammer                                |                                                                                                |
| Ab in die Ewigkeit                                 | Happy Birthday to Me                                | USA         | 1981 | J. Lee Thompson                              |                                                                                                |
| Forke des Todes                                    | The Prowler                                         | USA         | 1981 | Joseph Zito                                  |                                                                                                |
| Ausflug in das Grauen                              | Don’t Go in the Woods                               | USA         | 1981 | James Bryan                                  |                                                                                                |
| Bloodparty                                         | Home Sweet Home                                     | USA         | 1981 | Netie Pena                                   |                                                                                                |
| Blutige Dämmerung                                  | Just Before Dawn                                    | USA         | 1981 | Jeff Lieberman                               |                                                                                                |
| Blutiger Valentinstag                              | My Bloody Valentine                                 | CAN         | 1981 | George Mihalka                               |                                                                                                |
| Brennende Rache                                    | The Burning                                         | USA         | 1981 | Tony Maylam                                  |                                                                                                |
| Das Kabinett der Schreckens                        | The Funhouse                                        | USA         | 1981 | Tobe Hooper                                  |                                                                                                |
| Das Haus an der Friedhofsmauer                     | Quella villa accanto al cimitero                    | ITA         | 1981 | Lucio Fulci                                  |                                                                                                |
| Die Augen eines Fremden                            | Eyes of a Stranger                                  | USA         | 1981 | Ken Wiederhorn                               |                                                                                                |
| Die Säge des Todes                                 | Die Säge des Todes                                  | DEU         | 1981 | Jess Franco                                  |                                                                                                |
| Examen                                             | Final Exxam                                         | USA         | 1981 | Jimmy Huston                                 |                                                                                                |
| Kinder des Teufels                                 | Bloody Birthday                                     | USA         | 1981 | Ed Hunt                                      |                                                                                                |
| Freitag der 13. – Jason kehrt zurück               | Friday the 13th Part 2                              | USA         | 1981 | Steve Miner                                  | zweiter Teil der Filmreihe Freitag der 13.                                                     |
| Halloween II – Das Grauen kehrt zurück             | Halloween II                                        | USA         | 1981 | Rick Rosenthal                               | zweiter Teil der Filmreihe Halloween; direkte Fortsetzung zu Halloween – Die Nacht des Grauens |
| Madman                                             | Madman                                              | USA         | 1981 | Joe Giaonne                                  |                                                                                                |
| Nightmare                                          | Nightmare in a Damaged Brain                        | USA         | 1981 | Romano Scavolini                             |                                                                                                |
| Night Warning                                      | Night Warning                                       | USA         | 1981 | William Asher                                |                                                                                                |
| Paranoia                                           | Hell Night                                          | USA         | 1981 | Tom DeSimone                                 |                                                                                                |
| Possession                                         | Possession                                          | FRA/DEU     | 1981 | Andrzej Żuławski                             |                                                                                                |
| Pieces – Stunde des Wahnsinns                      | Pieces                                              | ESP         | 1981 | Juan Piquer Simon                            |                                                                                                |
| Rocknacht des Grauens                              | New Year’s Evil                                     | USA         | 1981 | Emmett Alston                                |                                                                                                |
| Scream                                             | Scream                                              | USA         | 1981 | Byron Quisenberry                            |                                                                                                |
| Terror Eyes – Der Frauenköpfer                     | Night School                                        | USA         | 1981 | Ken Hughes                                   |                                                                                                |
| The Nesting – Landhaus des Grauens                 | The Nesting                                         | USA         | 1981 | Armand Weston                                |                                                                                                |
| Totale Angst über der Stadt                        | Bloody Birthday                                     | USA         | 1981 | Ed Hunt                                      |                                                                                                |
| Vor Morgengrauen                                   | Just Before Dawn                                    | USA         | 1981 | Jeff Lieberman                               |                                                                                                |
| Was macht der Tote auf der Wäscheleine?            | Student Bodies                                      | USA         | 1981 | Mickey Rose & Michael Ritchie                |                                                                                                |
| American Killing                                   | The Killing Hour / The Clairvoyant                  | USA         | 1982 | Armand Mastroianni                           |                                                                                                |
| Ausbruch der wilden Wölfe                          | Alone in the Dark                                   | USA         | 1982 | Jack Sholder                                 |                                                                                                |
| Das Horror-Hospital                                | Visiting Hours                                      | CAN         | 1982 | Jean-Claude Lord                             |                                                                                                |
| Das stumme Ungeheuer                               | Silent Rage                                         | USA         | 1982 | Michael Miller                               |                                                                                                |
| Death Valley                                       | Death Valley                                        | USA         | 1982 | Dick Richards                                |                                                                                                |
| Der Kettensägenkiller                              | Mil gritos tiene la noche                           | SPA         | 1982 | Juan Piquer Simón                            |                                                                                                |
| Der New York Ripper                                | Lo squartatore di New York                          | ITA         | 1982 | Lucio Fulci                                  |                                                                                                |
| Girls Nite Out – Das Spiel des Wahnsinns           | Girls Nite Out / The Scaremaker                     | USA         | 1982 | Robert Deubel                                |                                                                                                |
| Halloween                                          | Trick or Treats                                     | USA         | 1982 | Gary Graver                                  |                                                                                                |
| Insel des Schreckens                               | Island of Blood                                     | USA         | 1982 | William T. Naud                              |                                                                                                |
| Killer Party                                       | The April Fool                                      | USA         | 1982 | William Freut                                |                                                                                                |
| The Slumber Party Massacre                         | The Slumber Party Massacre                          | USA         | 1982 | Amy Jones                                    |                                                                                                |
| Tenebrae – Der kalte Hauch des Todes               | Tenebre                                             | ITA         | 1982 | Dario Argento                                |                                                                                                |
| Terror in the Forest                               | The Forest                                          | USA         | 1982 | Donald M. Jones                              |                                                                                                |
| Todestrauma                                        | The Dorm that Dripped Blood                         | USA         | 1982 | Jeffery Obrow, Stephen Carpenter             |                                                                                                |
| Und wieder ist Freitag der 13.                     | Friday the 13th Part 3: 3D                          | USA         | 1982 | Steve Miner                                  | dritter Teil der Filmreihe Freitag der 13.                                                     |
| Unhinged                                           | Unhinged                                            | USA         | 1982 | Don Gronquist                                |                                                                                                |
| X–Ray – Der erste Mord geschah am Valentinstag     | Hospital Massacre                                   | USA         | 1982 | Boaz Davidson                                |                                                                                                |
| A Night to Dismember                               | A Night to Dismember                                | USA         | 1983 | Doris Wishman                                |                                                                                                |
| Blood Rage                                         | Blood Rage                                          | USA         | 1983 | John M. Grissmer                             |                                                                                                |
| Blutiger Sommer – Das Camp des Grauens             | Sleepway Camp                                       | USA         | 1983 | Robert Hiltzik                               |                                                                                                |
| Curtains – Wahn ohne Ende                          | Curtains                                            | CAN         | 1983 | Richard Cipuka                               |                                                                                                |
| Death Screams                                      | Death Screams                                       | USA         | 1983 | David Nelson                                 |                                                                                                |
| Disconnected                                       | Disconnected                                        | USA         | 1983 | Gorman Bechard                               |                                                                                                |
| Hall of Death – Die Todeshalle                     | Mortuary                                            | USA         | 1983 | Howard Avedis                                |                                                                                                |
| Horror am Mill Creek                               | The Final Terror                                    | USA         | 1983 | Andrew Davis                                 |                                                                                                |
| House on Sorority Row                              | The House on Sorority Row                           | USA         | 1983 | Mark Rosman                                  |                                                                                                |
| Killerspiele                                       | Fatal Games                                         | USA         | 1983 | Michael Elliot                               |                                                                                                |
| Mrs. Lynch                                         | Night Warning                                       | USA         | 1983 | William Asher                                |                                                                                                |
| Psycho-Killer                                      | Double Exposure                                     | USA         | 1983 | William Byron Hillman                        |                                                                                                |
| Sledgehammer                                       | Sledgehammer                                        | USA         | 1983 | David A. Prior                               |                                                                                                |
| Sweet Sixteen – Blutiges Inferno                   | Sweet 16                                            | USA         | 1983 | Jim Sotos                                    |                                                                                                |
| The Boogeyman II                                   | Revenge of the Boogeyman                            | USA         | 1983 | Ulli Lommel                                  |                                                                                                |
| The Last Night                                     | The Last Night                                      | GBR         | 1983 | Michael J. Murphy                            |                                                                                                |
| ...und der Tod wartet schon                        | The Prey                                            | USA         | 1984 | Edwin Scott Brown                            |                                                                                                |
| Blutweihe                                          | The Initiation                                      | USA         | 1984 | Larry Steward                                |                                                                                                |
| Freitag der 13. – Das letzte Kapitel               | Friday the 13th: The Final Chapter                  | USA         | 1984 | Joseph Zito                                  | vierter Teil der Filmreihe Freitag der 13.                                                     |
| Fröhliche Weihnacht                                | Don’t Open till Christmas                           | GBR         | 1984 | Edmund Purdon, Al McGooham                   |                                                                                                |
| Highschool des Grauens                             | Splatter University                                 | USA         | 1984 | Richard W. Haines                            |                                                                                                |
| Murder Rock – Dancing Death                        | Murderock – Uccide a passo di danza                 | ITA         | 1984 | Lucio Fulci                                  |                                                                                                |
| Rocktober Blood – An der Schwelle zum Wahnsinn     | Rocktober Blood                                     | USA         | 1984 | Beverly Sebastian, Fred Sebastian            |                                                                                                |
| Satan’s Blade                                      | Satan’s Blade                                       | USA         | 1984 | L. Scott Castillo Jr.                        |                                                                                                |
| Savage Street – Straße der Gewalt                  | Savage Streets                                      | USA         | 1984 | Danny Steinmann                              |                                                                                                |
| Stille Nacht, Horror Nacht                         | Silent Night – Deadly Night                         | USA         | 1984 | Charles E. Sellier                           |                                                                                                |
| The Omega Factor                                   | Silent Madness                                      | USA         | 1984 | Simon Suchtern                               |                                                                                                |
| The Movie House Massacre                           | The Movie House Massacre                            | USA         | 1984 | Alice Raley                                  |                                                                                                |
| Bits and Pieces                                    | Bits and Pieces                                     | USA         | 1985 | Leland Thomas                                |                                                                                                |
| Blood Cult                                         | Blood Cult                                          | USA         | 1985 | Christopher Lewis                            |                                                                                                |
| Der Schrecken der London Bridge                    | Bridge Across Time                                  | USA         | 1985 | E.W. Swackhamer                              |                                                                                                |
| Der tödliche Feind                                 | Deadly Intruder                                     | USA         | 1985 | John McCauley                                |                                                                                                |
| Die Killer-Akademie                                | Crimewave                                           | USA         | 1985 | Rick Roessler                                |                                                                                                |
| Fall Break                                         | The Mutilator                                       | USA         | 1985 | Buddy Cooper                                 |                                                                                                |
| Freitag der 13. – Ein neuer Anfang                 | Friday the 13th: A New Beginning                    | USA         | 1985 | Danny Steinmann                              | fünfter Teil der Filmreihe Freitag der 13.                                                     |
| Horror House on Highway five                       | Horror House on Highway Five                        | USA         | 1985 | Richard Casey                                |                                                                                                |
| Im Todestal der Wölfe                              | The Hills Have Eyes Part 2                          | USA         | 1985 | Wes Craven                                   |                                                                                                |
| Investigator                                       | Mask of Murder                                      | USA         | 1985 | Arne Mattsson                                |                                                                                                |
| Nightmare – Mörderische Träume                     | A Nightmare on Elm Street                           | USA         | 1985 | Wes Craven                                   |                                                                                                |
| Shocking Heavy Metal                               | Blood Tracks                                        | SWE         | 1985 | Mats Helge                                   |                                                                                                |
| The Nailgun Massacre – Blutgericht in Arizona      | The Nail Gun Massacre                               | USA         | 1985 | Bill Leslie, Terry Lofton                    |                                                                                                |
| Aerobicide                                         | Killer Workout                                      | USA         | 1986 | David A. Prior                               |                                                                                                |
| American Killer                                    | The Majorettes                                      | USA         | 1986 | Bill Hinzman                                 |                                                                                                |
| Nightmare II – Die Rache                           | A Nightmare on Elm Street, Part 2: Freddy’s Revenge | USA         | 1986 | Jack Sholder                                 | zweiter Teil der Filmreihe Nightmare                                                           |
| Shopping                                           | Killbots / Chopping Mall                            | USA         | 1986 | Jim Wynorski                                 |                                                                                                |
| Death House                                        | Sorority House Massacre                             | USA         | 1986 | Carol Frank                                  |                                                                                                |
| Der unheimliche Mannequinkiller                    | Into the Darkness                                   | USA         | 1986 | Michael Parkinson                            |                                                                                                |
| Die Brücke ins Jenseits                            | Bridge to Nowhere                                   | USA         | 1986 | Ian Mune                                     |                                                                                                |
| Die Horror Party                                   | April Fool’s Day                                    | USA         | 1986 | Fred Walton                                  |                                                                                                |
| Die Todesparty                                     | Slaughter High                                      | USA         | 1986 | G. Dugsdale, M. Erza, P. Litten              |                                                                                                |
| Evil Laugh                                         | Evil Laugh                                          | USA         | 1986 | Dominick Brascia                             |                                                                                                |
| Freitag der 13. Teil VI – Jason lebt               | Friday the 13th Part VI: Jason Lives                | USA         | 1986 | Tom McLoughlin                               | sechster Teil der Filmreihe Freitag der 13.                                                    |
| Hunter's Blood - Gehetzt, gejagt, getötet          | Hunter’s Blood                                      | USA         | 1986 | Robert C. Hughes                             |                                                                                                |
| Im Augenblick der Angst                            | Anguish                                             | ESP         | 1986 | Bigas Luna                                   |                                                                                                |
| Motel-Massaker                                     | Mountaintop Motel Massacre                          | USA         | 1986 | Jim McCullough Sr.                           |                                                                                                |
| Raging Fury                                        | Hell High                                           | USA         | 1987 | Douglas Grossman                             |                                                                                                |
| Revenge – Des Teufels blutige Krallen              | Revenge: Blood Cult 2                               | USA         | 1986 | Christopher Lewis                            |                                                                                                |
| Silent Night – Deadly Night Part II                | Silent Night – Deadly Night Part II                 | USA         | 1986 | Lee Harry                                    |                                                                                                |
| Terror at Tenkiller                                | Terror at Tenkiller                                 | USA         | 1986 | Ken Meyer                                    |                                                                                                |
| Texas Chainsaw Massacre 2                          | The Texas Chainsaw Massacre Part 2                  | USA         | 1986 | Tobe Hooper                                  | zweiter Teil der Filmreihe Texas Chainsaw Massacre                                             |
| Zero Boys                                          | The Zero Boys                                       | USA         | 1986 | Nico Mastorakis                              |                                                                                                |
| Angriff aus dem Jenseits                           | Appointment with Fear                               | USA         | 1987 | Ramzi Thomas                                 |                                                                                                |
| Aquarius – Theater des Todes                       | Deliria                                             | ITA         | 1987 | Michele Soavi                                |                                                                                                |
| Berserker                                          | Berserker                                           | USA         | 1987 | Jefferson Richard                            |                                                                                                |
| Bloody Pompoms                                     | Cheerleader Camp                                    | USA         | 1987 | John Quinn                                   |                                                                                                |
| Body Count – Die Mathematik des Schreckens         | Camping del terrore                                 | ITA/USA     | 1987 | Ruggero Deodato                              |                                                                                                |
| Der Satan kommt um Mitternacht                     | Occult                                              | GBR         | 1987 | John Eyres                                   |                                                                                                |
| Deranged – Vom Wahnsinn besessen                   | Deranged                                            | USA         | 1987 | Chuck Vincent                                |                                                                                                |
| Don’t Panic                                        | Don’t Panic                                         | USA         | 1987 | Rubén Galindo Jr.                            |                                                                                                |
| Doom Asylum                                        | Doom Asylum                                         | USA         | 1987 | Richard Friedman                             |                                                                                                |
| I Will Dance on Your Grave: Killing Spree          | Killing Spree                                       | USA         | 1987 | Tim Ritter                                   |                                                                                                |
| Im Zeichen des Raben                               | Opera                                               | ITA         | 1987 | Dario Argento                                |                                                                                                |
| Scorched Heat                                      | Scorched Heat                                       | SWE         | 1987 | Peter Borg                                   |                                                                                                |
| The Stepfather                                     | The Stepfather                                      | USA         | 1987 | Joseph Ruben                                 |                                                                                                |
| Last Slumber Party                                 | The Last Slumber Party                              | USA         | 1987 | Stephen Tyler                                |                                                                                                |
| Maniac Cop                                         | Maniac Cop                                          | USA         | 1987 | William Lustig                               |                                                                                                |
| Mary Lou                                           | Hello Mary Lou – Prom Night II                      | USA         | 1987 | Bruce Pittman                                | zweiter Teil der Filmreihe Prom Night                                                          |
| Nightmare III – Freddy Krueger lebt                | A Nightmare on Elm Street 3: Dream Warriors         | USA         | 1987 | Chuck Russell                                | dritter Teil der Filmreihe Nightmare                                                           |
| Night Screams                                      | Night Screams                                       | USA         | 1987 | Allen Plone                                  |                                                                                                |
| Reise ins Grauen                                   | Twisted Nightmare                                   | USA         | 1987 | P. Hunt, C. H. Moore                         |                                                                                                |
| Return to Horror High                              | Return to Horror High                               | USA         | 1987 | Bill Froehlich                               |                                                                                                |
| Slaughterhouse                                     | Slaughterhouse                                      | USA         | 1987 | Rick Roessler                                |                                                                                                |
| Slumber Party Massacre                             | Slumber Party Massacre II                           | USA         | 1987 | Deborah Brock                                |                                                                                                |
| Terror Night                                       | Terror Night                                        | USA         | 1987 | Nick Marino und André De Toth                |                                                                                                |
| 555                                                | 555                                                 | USA         | 1988 | Wally Koz                                    |                                                                                                |
| Axolution – Tödliche Begegnung                     | Al Filo del Hacha                                   | Spanien/USA | 1988 | José Ramón Larraz                            |                                                                                                |
| Bloody New Year                                    | Bloody New Year                                     | GBR         | 1988 | Norman J. Warren                             |                                                                                                |
| Dangerous Game                                     | Dangerous Game                                      | AUS         | 1988 | Stephen Hopkins                              |                                                                                                |
| Dark Paradise                                      | American Gothic                                     | USA         | 1988 | John Hough                                   |                                                                                                |
| Das Camp des Grauens 2                             | Sleepaway Camp II: Unhappy Campers                  | USA         | 1988 | Michael A. Simpson                           |                                                                                                |
| Don’t Be Afraid of Aunt Martha                     | Non aver paura della zia Marta                      | ITA         | 1988 | Mario Bianchi                                |                                                                                                |
| Elvira – Herrscherin der Dunkelheit                | Elvira: Mistress of the Dark                        | USA         | 1988 | James Signorelli                             |                                                                                                |
| Evil Dead Trap                                     | Shiryô no wana                                      | JPN         | 1988 | Toshiharu Ikeda                              |                                                                                                |
| Freitag der 13. Teil VII – Jason im Blutrausch     | Friday the 13th Part VII: The New Blood             | USA         | 1988 | John Carl Buechler                           | siebter Teil der Filmreihe Freitag der 13.                                                     |
| Halloween IV – Michael Myers kehrt zurück          | Halloween 4 – The Return of Michael Myers           | USA         | 1988 | Dwight H. Little                             | vierter Teil der Filmreihe Halloween                                                           |
| Memorial Day                                       | Memorial Valley Massacre                            | USA         | 1988 | Robert C. Hughes                             |                                                                                                |
| Nightmare on Elm Street 4                          | A Nightmare on Elm Street 4: The Dream Master       | USA         | 1988 | Renny Harlin                                 | vierter Teil der Filmreihe Nightmare                                                           |
| Offerings                                          | Offerings                                           | USA         | 1988 | Christopher Reynolds                         |                                                                                                |
| Pledge Class                                       | Pledge Night                                        | USA         | 1988 | Paul Ziller                                  |                                                                                                |
| Return of the Family Man                           | Return of the Family Man                            | USA         | 1988 | John Muriowski                               |                                                                                                |
| Todesparty II                                      | Cutting Class                                       | USA         | 1989 | Rospo Pallenberg                             |                                                                                                |
| Vision der Dunkelheit                              | Bad Dreams                                          | USA         | 1988 | Andrew Fleming                               |                                                                                                |
| Witchcraft                                         | Witch and Warlock                                   | USA         | 1988 | Rob Spera                                    |                                                                                                |
| Bloodnight                                         | Intruder                                            | USA         | 1989 | Scott Spiegel                                |                                                                                                |
| Clownhouse                                         | Clownhouse                                          | USA         | 1989 | Victor Salva                                 |                                                                                                |
| Das Camp des Grauens 3                             | Sleepaway Camp III: Teenage Wasteland               | USA         | 1989 | Michael A. Simpson                           | dritter Teil der Filmreihe Sleepaway Camp                                                      |
| Die unaussprechliche Sünde                         | Grandmother’s House                                 | USA         | 1989 | Peter Rader                                  |                                                                                                |
| Freitag der 13. Teil VIII – Todesfalle Manhattan   | Friday the 13th Part 8 – Jason Takes Manhattan      | USA         | 1989 | Rob Hedden                                   | achter Teil der Filmreihe Freitag der 13.                                                      |
| Halloween V – Die Rache des Michael Myers          | Halloween 5 – The Revenge of Michael Myers          | USA         | 1989 | Dominique Othenin-Girard                     | fünfter Teil der Filmreihe Halloween                                                           |
| Hardcover                                          | I, Madman                                           | USA         | 1989 | Tibor Takács                                 |                                                                                                |
| Heavy Metal Massacre                               | Heavy Metal Massacre                                | USA         | 1989 | David DeFalco, Steven DeFalco, Ron Ottaviano |                                                                                                |
| Hitcher in the Dark                                | Paura nel buio                                      | ITA/USA     | 1989 | Umberto Lenzi                                |                                                                                                |
| Mad Cop                                            | Psycho Cop                                          | USA         | 1989 | Wallace Potts                                |                                                                                                |
| Welcome to Spring Break                            | Nightmare Beach – La spiaggia del terrore           | ITA         | 1989 | Umberto Lenzi                                |                                                                                                |
| Nightmare on Elm Street 5 – Das Trauma             | A Nightmare on Elm Street 5: The Dream Child        | USA         | 1989 | Stephen Hopkins                              | fünfter Teil der Filmreihe Nightmare                                                           |
| Phantom Nightmare                                  | Phantom of the Mall: Eric’s Revenge                 | USA         | 1989 | Richard Friedman                             |                                                                                                |
| Phantom der Oper                                   | The Phantom of the Opera                            | USA         | 1989 | Dwight H. Little                             |                                                                                                |
| Prom Night III – Das letzte Kapitel                | Prom Night III – The Last Kiss                      | USA         | 1989 | Ron Oliver, Peter Simpson                    | dritter Teil der Filmreihe Prom Night                                                          |
| Red Moon                                           | Bloodmoon                                           | USA         | 1989 | Alec Mills                                   |                                                                                                |
| Rush Week                                          | Rush Week                                           | USA         | 1989 | Bob Bravler                                  |                                                                                                |
| Silent Night, Deadly Night III – Better Watch Out! | Silent Night, Deadly Night III – Better Watch Out!  | USA         | 1989 | Monte Hellman                                |                                                                                                |
| Slash Dance                                        | Slash Dance                                         | USA         | 1989 | James Shyman                                 |                                                                                                |

### 1990–1999
| Titel                                                                 | Originaltitel                               | Regisseur                             | Land      | Jahr | Anmerkung                                                                                   |
| --------------------------------------------------------------------- | ------------------------------------------- | ------------------------------------- | --------- | ---- | ------------------------------------------------------------------------------------------- |
| Das deutsche Kettensägenmassaker                                      | Das deutsche Kettensägenmassaker            | Christoph Schlingensief               | DEU       | 1990 |                                                                                             |
| Denn nachts kommt Charlie                                             | The Night Brings Charlie                    | Tom Logan                             | USA       | 1990 |                                                                                             |
| Luther the Geek                                                       | Luther the Geek                             | Carlton J. Albright                   | USA       | 1990 |                                                                                             |
| Mad Jake                                                              | Blood Salvage                               | Tucker Johnston                       | USA       | 1990 |                                                                                             |
| Maniac Cop 2                                                          | Maniac Cop 2                                | William Lustig                        | USA       | 1990 | zweiter Teil der „Maniac Cop“-Reihe                                                         |
| Milly… und sowas nennt sich seine Mutter                              | Murder in Law                               | Tony Jiti Gill                        | USA       | 1990 |                                                                                             |
| Mirage                                                                | Mirage                                      | Bill Crain                            | AUS       | 1990 |                                                                                             |
| Slumber Party Massacre III                                            | Slumber Party Massacre III                  | Sally Mattison                        | USA       | 1990 | dritter Teil der „Slumber Party“-Reihe                                                      |
| Leatherface: Texas Chainsaw Massacre III                              | Leatherface: Texas Chainsaw Massacre III    | Jeff Burr                             | USA       | 1990 | dritter Teil der Texas-Chainsaw-Massacre-Reihe                                              |
| The Forgotten Wells                                                   | Grottmorden                                 | Mats Helge, Anders Nilsson            | SWE       | 1990 |                                                                                             |
| Two Evil Eyes                                                         | Due occhi diabolici                         | Dario Argento, George A. Romero       | ITA/USA   | 1990 |                                                                                             |
| Witchcraft II: The Temptress                                          | Witchcraft II: The Temptress                | Mark Woods                            | USA       | 1990 | zweiter Teil der „Witchcraft“-Reihe                                                         |
| Angst vor der Dunkelheit                                              | Afraid of the Dark                          | Mark Peploe                           | GB/FRA    | 1991 |                                                                                             |
| Bikini Island                                                         | Bikini Island                               | Anthony Markes                        | USA       | 1991 |                                                                                             |
| Dolly Dearest – Die Brut des Satans                                   | Dolly Dearest                               | Maria Lease                           | USA       | 1991 |                                                                                             |
| Freddy’s Finale – Nightmare on Elm Street 6                           | Freddy’s Dead – The Final Nightmare         | Rachel Talalay                        | USA       | 1991 | sechster Teil der „Nightmare on Elm Street“-Reihe                                           |
| Hexenhaus                                                             | Dead Dudes in the House                     | James Riffel                          | USA       | 1991 |                                                                                             |
| Mikey                                                                 | Mikey                                       | Dennis Dimster-Denk                   | USA       | 1991 |                                                                                             |
| Nightmare Concert (A Cat in the Brain)                                | Un gatto nel cervello                       | Lucio Fulci                           | ITA       | 1991 |                                                                                             |
| Skinner …lebend gehäutet                                              | Popcorn                                     | Mark Herrier & Alan Ormsby            | USA       | 1991 |                                                                                             |
| Slayer                                                                | Edge of Honor                               | Michael Spence                        | USA       | 1991 |                                                                                             |
| The Butcher                                                           | The Butcher                                 | Maik Ude                              | DEU       | 1991 |                                                                                             |
| Witchcraft 3 – Der Kuss des Todes                                     | Witchcraft III: The Kiss of Death           | Rachel Feldman                        | USA       | 1991 | dritter Teil der „Witchcraft“-Reihe                                                         |
| Candyman’s Fluch                                                      | Candyman                                    | Bernard Rose                          | USA       | 1992 |                                                                                             |
| Hellraiser III                                                        | Hellraiser III: Hell on Earth               | Anthony Hickox                        | USA       | 1992 |                                                                                             |
| Dr. Giggles                                                           | Dr. Giggles                                 | Manny Coto                            | USA       | 1992 |                                                                                             |
| Happy Hell Night                                                      | Happy Hell Night                            | Brian Owens                           | CAN       | 1992 |                                                                                             |
| Maniac Cop 3                                                          | Maniac Cop 3                                | William Lustig                        | USA       | 1992 | dritter Teil der „Maniac Cop“-Reihe                                                         |
| Prom Night – Evil of Darkness                                         | Prom Night 4 – Deliver Us From Evil         | Clay Borris                           | USA       | 1992 | vierter Teil der „Prom Night“-Reihe                                                         |
| Hellmaster                                                            | Them                                        | Douglas Schulze                       | USA       | 1992 |                                                                                             |
| Scary – Horrortrip in den Wahnsinn                                    | The Vagrant                                 | Chris Walas                           | USA       | 1992 |                                                                                             |
| The Burning Moon                                                      | The Burning Moon                            | Olaf Ittenbach                        | DEU       | 1992 |                                                                                             |
| Tödliches Verlangen                                                   | Svart Lucia                                 | Rumle Hammrich                        | SWE       | 1992 |                                                                                             |
| Witchcraft IV: The Virgin Heart                                       | Witchcraft IV: The Virgin Heart             | James Merendino                       | USA       | 1993 | vierter Teil der „Witchcraft“-Reihe                                                         |
| Dark Blood                                                            | Dark Blood                                  | George Sluizer                        | USA       | 1993 |                                                                                             |
| Jason Goes to Hell – Die Endabrechnung                                | Jason Goes To Hell – The Final Friday       | Adam Marcus                           | USA       | 1993 | neunter Teil der „Freitag der 13.“-Reihe                                                    |
| Psycho Cop II                                                         | Psycho Cop Returns                          | Adam Rifkin                           | USA       | 1993 | zweiter Teil von Mad Cop                                                                    |
| Rosen sind tot                                                        | Acting on Impulse                           | Sam Irvin                             | USA       | 1993 |                                                                                             |
| Run and Kill                                                          | Wu syu                                      | Hin Sing 'Billy' Tang                 | Hong Kong | 1993 |                                                                                             |
| Taxi Hunter                                                           | Di shi pan guan                             | Herman Yau Lai-To                     | Hong Kong | 1993 |                                                                                             |
| I Spit on Your Grave 2: Savage Vengeance                              | Savage Vengeance                            | Donald Farmer                         | USA       | 1993 |                                                                                             |
| Witchcraft V: Dance with the Devil                                    | Witchcraft V: Dance with the Devil          | Talun Hsu                             | USA       | 1993 | fünfter Teil der „Witchcraft“-Reihe                                                         |
| Deadly Eyes                                                           | Deadly Eyes                                 | Stephen Lieb                          | USA       | 1994 |                                                                                             |
| Inspektor Janek und der Psychokiller                                  | The Forget-Me-Not Murders                   | Robert Iscove                         | USA       | 1994 |                                                                                             |
| Red to Kill                                                           | Yeuk saat                                   | Hin Sing 'Billy' Tang                 | Hong Kong | 1994 |                                                                                             |
| Serial Mom – Warum läßt Mama das Morden nicht?                        | Serial Mom                                  | John Waters                           | USA       | 1994 |                                                                                             |
| The Paperboy                                                          | The Paperboy                                | Douglas Jackson                       | USA       | 1994 |                                                                                             |
| Texas Chainsaw Massacre – Die Rückkehr                                | The Return of the Texas Chainsaw Massacre   | Kim Henkel                            | USA       | 1994 | vierter Teil der Texas-Chainsaw-Massacre-Reihe                                              |
| Freddy’s New Nightmare                                                | Wes Craven’s New Nightmare                  | Wes Craven                            | USA       | 1994 | siebter Teil der „Nightmare on Elm Street“-Reihe                                            |
| Witchcraft 6: The Devil’s Mistress                                    | Witchcraft VI                               | Julie Davis                           | USA       | 1994 | sechster Teil der „Witchcraft“-Reihe                                                        |
| Candyman 2 – Die Blutrache                                            | Candyman: Farewell to the Flesh             | Bill Condon                           | USA       | 1994 | zweiter Teil der Candyman-Reihe                                                             |
| Die Bestie im weißen Kittel                                           | Exquisite Tenderness                        | Carl Schenkel                         | USA       | 1995 |                                                                                             |
| Halloween VI – Der Fluch des Michael Myers                            | Halloween: The Curse of Michael Myers       | Joe Chappelle                         | USA       | 1995 | sechster Teil der „Halloween“-Reihe                                                         |
| Mindripper                                                            | The Outpost                                 | Joe Gayton                            | USA       | 1995 | In Deutschland als The Hills Have Eyes 3 vertrieben                                         |
| Witchcraft 7: Judgement Hour                                          | Witchcraft 7: Judgement Hour                | Michael Paul Girard                   | USA       | 1995 | siebter Teil der „Witchcraft“-Reihe                                                         |
| Are You Afraid of the Dark?                                           | Takot ka ba sa dilim                        | Mark A. Reyes                         | PHI       | 1996 |                                                                                             |
| Backstabbed – Spiel der Angst                                         | Mørkeleg                                    | Martin Schmidt                        | DEN       | 1996 |                                                                                             |
| Fever Lake                                                            | Fever Lake                                  | Ralph E. Portillo                     | USA       | 1996 |                                                                                             |
| I Want You Dead, Uncle Sam                                            | Uncle Sam                                   | William Lustig                        | USA       | 1996 |                                                                                             |
| Ich weiß, was du letzten Sommer getan hast                            | I Know What You Did Last Summer             | Jim Gillespie                         | USA       | 1996 | erster Teil der „Ich weiß, was du letzten Sommer getan hast“-Reihe                          |
| Organ                                                                 | Organ                                       | Kei Fujiwara                          | JPN       | 1996 |                                                                                             |
| Scream – Schrei!                                                      | Scream                                      | Wes Craven                            | USA       | 1996 | erster Teil der „Scream“-Reihe                                                              |
| 'Tis the Season                                                       | Santa Claws                                 | John A. Russo                         | USA       | 1996 |                                                                                             |
| The Frighteners                                                       | The Frighteners                             | Peter Jackson                         | USA       | 1996 |                                                                                             |
| Witchcraft 8: Salem’s Ghost                                           | Witchcraft 8: Salem’s Ghost                 | Joseph John Barmettler                | USA       | 1997 | achter Teil der „Witchcraft“-Reihe                                                          |
| Jack Frost – Der eiskalte Killer                                      | Jack Frost                                  | Michael Cooney                        | USA       | 1997 |                                                                                             |
| Mad Stylist                                                           | Zhi ji sha ren fan                          | Stephan Yip                           | Hong Kong | 1997 |                                                                                             |
| Office Killer                                                         | Office Killer                               | Cindy Sherman                         | USA       | 1997 |                                                                                             |
| Scream 2                                                              | Scream 2                                    | Wes Craven                            | USA       | 1997 | zweiter Teil der „Scream“-Reihe                                                             |
| Witchcraft IX: Bitter Flesh                                           | Witchcraft IX: Bitter Flesh                 | Michael Paul Girard                   | USA       | 1997 | neunter Teil der „Witchcraft“-Reihe                                                         |
| Afraid of the Dark                                                    | Mørkeræd                                    | Daniel Haaland, Rune J. Keller        | DEN       | 1998 |                                                                                             |
| Chucky und seine Braut                                                | Bride of Chucky                             | Ronny Yu                              | USA       | 1998 |                                                                                             |
| Der Mörder wartet schon                                               | I’ve Been Waiting for You                   | Christopher Leitch                    | USA       | 1998 |                                                                                             |
| Düstere Legenden                                                      | Urban Legend                                | Jamie Blanks                          | USA       | 1998 | erster Teil der „Düstere Legenden“-Reihe, basiert auf moderne Sagen                         |
| Halloween H20                                                         | Halloween H20                               | Steve Miner                           | USA       | 1998 | siebter Teil der Halloween-Reihe, erster Teil der zweiten Fortsetzungsversion von Halloween |
| Ich weiß noch immer, was Du letzten Sommer getan hast                 | I Still Know What You Did Last Summer       | Danny Cannon                          | USA       | 1998 | zweiter Teil der „Ich weiß, was du letzten Sommer getan hast“-Reihe                         |
| Milo                                                                  | Milo                                        | Pascal Franchot                       | USA       | 1998 |                                                                                             |
| Das Phantom der Oper                                                  | Il fantasma dell’opera                      | Dario Argento                         | ITA       | 1998 |                                                                                             |
| Schrei lauter!!!                                                      | Decampitated                                | Matt Cunningham                       | USA       | 1998 |                                                                                             |
| The Clown at Midnight                                                 | The Clown at Midnight                       | Jean Pellerin                         | CAN       | 1998 |                                                                                             |
| Witchcraft X: Mistress of the Craft                                   | Witchcraft X: Mistress of the Craft         | Elisar Cabrera                        | GB        | 1998 | zehnter Teil der „Witchcraft“-Reihe                                                         |
| Camp Blood                                                            | Camp Blood                                  | Brad Sykes                            | USA       | 1999 |                                                                                             |
| Candyman 3 – Der Tag der Toten                                        | Candyman: Day of the Dead                   | Turi Meyer                            | USA       | 1999 | dritter Teil der Candyman-Reihe                                                             |
| Christina’s House                                                     | Christina’s House                           | Gavin Wilding                         | CAN       | 1999 |                                                                                             |
| Granny                                                                | Granny                                      | Boris Pavlovsky                       | USA       | 1999 |                                                                                             |
| Lighthouse – Insel des Grauens                                        | Lighthouse                                  | Simon Hunter                          | GB        | 1999 |                                                                                             |
| Lovers Lane – Straße des Grauens                                      | Lovers Lane                                 | Jon Steven Ward                       | USA       | 1999 |                                                                                             |
| Memorial Day – Der Tod wartet schon                                   | Memorial Day                                | Christopher Alender                   | USA       | 1999 |                                                                                             |
| Naked Fear                                                            | Naked Fear                                  | Greg Lamberson                        | USA       | 1999 |                                                                                             |
| Psycho House – Gefangen in einem Albtraum                             | Kolobos                                     | Daniel Liatowitsch, David Todd Ocvirk | USA       | 1999 |                                                                                             |
| Red Room                                                              | Akai misshitsu (heya): Kindan no ōsama gēmu | Daisuke Yamanouchi                    | JPN       | 1999 |                                                                                             |
| Schrei – denn ich werde dich töten! / Zeig keine Angst / School’s Out | Schrei – denn ich werde dich töten!         | Robert Sigl                           | DEU       | 1999 |                                                                                             |
| The Coroner                                                           | The Coroner                                 | Brian Katkin, Juan A. Mas             | USA       | 1999 |                                                                                             |

### 2000–2009
| Titel                                                                                                  | Originaltitel                                          | Regisseur                                                               | Land        | Jahr | Anmerkung |
| --- | ------------------------------------------------------ | ----------------------------------------------------------------------- | ----------- | ---- | --- |
| A Chronicle of Corpses                                                                                 | A Chronicle of Corpses                                 | Andrew Repasky McElhinney                                               | USA         | 2000 | |
| A Crack in the Floor – Der Schrecken ist unter euch                                                    | A Crack in the Floor                                   | Sean Stanek, Corbin Timbrook                                            | USA         | 2000 | |
| Anatomie                                                                                               | Anatomie                                               | Stefan Ruzowitzky                                                       | DEU         | 2000 | |
| Bloody Beach                                                                                           | Haebyeoneuro gada                                      | Kim In-soo                                                              | KOR         | 2000 | |
| Bloody Murder                                                                                          | Bloody Murder                                          | Ralph E. Portillo                                                       | USA         | 2000 | |
| Camp Blood 2 – The Revenge                                                                             | Camp Blood 2                                           | Brad Sykes                                                              | USA         | 2000 | zweiter Teil der „Camp Blood“-Reihe                                                                                |
| Cherry Falls – Sex oder stirb                                                                          | Cherry Falls                                           | Geoffrey Wright                                                         | USA         | 2000 | |
| Cut | Cut                                                    | Kimble Rendall                                                          | AUS         | 2000 | |
| Deep in the Woods – Allein mit der Angst                                                               | Promenons-nous dans les bois                           | Lionel Delplanque                                                       | FRA         | 2000 | |
| Der Markler                                                                                            | Terror Tract                                           | Lance W. Dreesen & Clint Hutchison                                      | USA         | 2000 | |
| Do You Wanna Know A Secret?                                                                            | Do You Wanna Know A Secret?                            | Thomas Bradford                                                         | USA         | 2000 | |
| Drive In                                                                                               | Drive In                                               | Chuck DeBus                                                             | USA         | 2000 | |
| Düstere Legenden 2                                                                                     | Urban Legends: Final Cut                               | John Ottman                                                             | CAN         | 2000 | zweiter Teil der „Düstere Legenden“-Reihe, basiert ebenfalls auf modernen Sagen                                    |
| Fear No Evil                                                                                           | Zzikhimyeon jukneunda                                  | Kim Jong-Seok                                                           | KOR         | 2000 | |
| Final Destination                                                                                      | Final Destination                                      | James Wong                                                              | KAN/USA     | 2000 | |
| Flashback – Mörderische Ferien                                                                         | Flashback – Mörderische Ferien                         | Michael Karen                                                           | DEU         | 2000 | |
| Head Cheerleader, Dead Cheerleader                                                                     | Head Cheerleader, Dead Cheerleader                     | Jeffrey Miller                                                          | USA         | 2000 | |
| Nutbag                                                                                                 | Nutbag                                                 | Nick Palumbo                                                            | USA         | 2000 | |
| Paranoid Nightmare                                                                                     | Paranoid                                               | Ash Smith                                                               | AUS         | 2000 | |
| Psycho Beach Party                                                                                     | Psycho Beach Party                                     | Robert Lee King                                                         | USA         | 2000 | |
| Scream 3                                                                                               | Scream 3                                               | Wes Craven                                                              | USA         | 2000 | dritter Teil der „Scream“-Reihe                                                                                    |
| Sleepy Hollow High                                                                                     | Sleepy Hollow High                                     | Chris Arth, Kevin Summerfield                                           | USA         | 2000 | |
| Witchcraft XI: Sisters in Blood                                                                        | Witchcraft XI: Sisters in Blood                        | Ron Ford                                                                | USA         | 2000 | elfter Teil der „Witchcraft“-Reihe                                                                                 |
| 22 | 22                                                     | Pål Aam, Eystein Hanssen                                                | NOR         | 2001 | |
| Black Serenade                                                                                         | Tuno negro Pedro                                       | L. Barbero, Vicente J. Martín                                           | ESP         | 2001 | |
| Bloody Highway                                                                                         | Hell’s Highway                                         | Jeff Leroy                                                              | USA         | 2001 | |
| Das Mädcheninternat – Deine Schreie wird niemand hören / Dead Island: School’s Out 2 / Insel der Angst | Das Mädcheninternat – Deine Schreie wird niemand hören | Robert Sigl                                                             | DEU         | 2001 | zweiter Teil der „School’s Out“-Reihe                                                                              |
| Elvira’s Haunted Hills                                                                                 | Elvira’s Haunted Hills                                 | Sam Irvin                                                               | USA         | 2001 | zweiter Teil des Elvira Franchises                                                                                 |
| Final Stab – Du bist tot                                                                               | Final Stab                                             | David DeCoteau                                                          | USA         | 2001 | |
| Jason X                                                                                                | Jason X                                                | James Isaac                                                             | USA         | 2001 | zehnter Teil der „Freitag der 13.“-Reihe                                                                           |
| Ripper – Briefe aus der Hölle                                                                          | Ripper: Letter from Hell                               | John Eyres                                                              | CAN         | 2001 | |
| Scared – Tödlicher Horrordreh                                                                          | Scared                                                 | Keith Walley                                                            | USA         | 2001 | |
| School Killer                                                                                          | El vigilante                                           | Carlos Gil                                                              | ESP         | 2001 | |
| Schrei wenn Du kannst                                                                                  | Valentine                                              | Jamie Blanks                                                            | USA/AUS     | 2001 | |
| Soul Survivor                                                                                          | Soul Survivors                                         | Stephen Carpenter                                                       | USA         | 2001 | |
| Swimming Pool – Der Tod feiert mit                                                                     | Swimming Pool – Der Tod feiert mit                     | Boris von Sychowski                                                     | DEU         | 2001 | |
| The Glass House – Das Glashaus                                                                         | The Glass House                                        | Daniel Sackheim                                                         | USA         | 2001 | |
| American Nightmare                                                                                     | American Nightmare                                     | Jon Keeyes                                                              | USA         | 2002 | |
| Bleed                                                                                                  | Bleed                                                  | Devin Hamilton, Dennis Petersen                                         | USA         | 2002 | |
| Camp Utopia                                                                                            | Camp Utopia                                            | Robert Madero                                                           | USA         | 2002 | |
| Curse of the Fourty-Niner – Die Rache des Jeremiah Stone                                               | Curse of the Forty-Niner                               | John Carl Buechler                                                      | USA         | 2002 | |
| Damned Forest                                                                                          | Engine Trouble                                         | Marc Ickx                                                               | BEL         | 2002 | |
| Der Duft des Wahnsinns                                                                                 | The Rose Technique                                     | Jon C. Scheide                                                          | USA         | 2002 | |
| Der Tod führt Regie                                                                                    | The Backlot Murders                                    | David DeFalco                                                           | USA         | 2002 | |
| Fallen Angels                                                                                          | Fallen Angels                                          | Ian David Diaz                                                          | GBR/CAN     | 2002 | |
| Halloween Resurrection                                                                                 | Halloween: Resurrection                                | Rick Rosenthal                                                          | USA         | 2002 | Fortsetzung von Halloween H20, achter Teil der „Halloween“-Filmreihe, zweiter Teil der zweiten Fortsetzungsversion |
| Lurking Terror                                                                                         | Lurking Terror                                         | Tommy Brunswick                                                         | USA         | 2002 | |
| Make A Wish                                                                                            | Make A Wish                                            | Sharon Farranti                                                         | USA         | 2002 | |
| Nine Lives – Das Haus des Schreckens                                                                   | Nine Lives                                             | Andrew Green                                                            | GBR         | 2002 | |
| Pakt der Druiden                                                                                       | Brocéliande                                            | Doug Headline                                                           | FRA         | 2002 | |
| The Phone                                                                                              | Pon                                                    | Byeong-ki Ahn                                                           | KOR         | 2002 | |
| Piñata – Dämoneninsel                                                                                  | Demon Island                                           | David Hillenbrand, Scott Hillenbrand                                    | USA         | 2002 | |
| Shredder                                                                                               | Shredder                                               | Greg Huson                                                              | USA         | 2002 | |
| Slaughter Studios                                                                                      | Slaughter Studios                                      | Brian Katkin                                                            | USA         | 2002 | Neuverfilmung von The Slumber Party Massacre                                                                       |
| Sleepaway Camp IV                                                                                      | Sleepaway Camp IV: The Survivor                        | Jim Markovic                                                            | USA         | 2002 | |
| Taboo – Das Spiel zum Tod                                                                              | Taboo                                                  | Max Makowski                                                            | USA         | 2002 | |
| TheCampusHouse.Com                                                                                     | TheCampusHouse.Com                                     | David J. Gardner                                                        | USA         | 2002 | |
| Wishcraft (2002)                                                                                       | Wishcraft                                              | Danny Graves                                                            | USA         | 2002 | Neuverfilmung |
| Wisher                                                                                                 | The Wisher                                             | Gavin Wilding                                                           | USA         | 2002 | |
| Witchcraft XII: In the Lair of the Serpent                                                             | Witchcraft XII: In the Lair of the Serpent             | Brad Sykes                                                              | USA         | 2002 | zwölfter Teil der „Witchcraft“-Reihe                                                                               |
| Bloody Murder II                                                                                       | Bloody Murder 2: Closing Camp                          | Rob Spera                                                               | USA         | 2003 | zweiter Teil der „Bloody Murder“-Reihe                                                                             |
| Cheerleader Massacre                                                                                   | Cheerleader Massacre                                   | Jim Wynorski                                                            | USA         | 2003 | |
| Cutthroat Alley                                                                                        | Cutthroat Alley                                        | Timothy Wayne Folsome                                                   | USA         | 2003 | |
| Haus der 1000 Leichen                                                                                  | House of 1000 Corpses                                  | Rob Zombie                                                              | USA         | 2003 | |
| Dark Woods                                                                                             | Dark Woods                                             | Jake Daniels                                                            | USA         | 2003 | |
| Die Tote am See                                                                                        | Villmark                                               | Pål Øie                                                                 | NOR         | 2003 | |
| Final Destination – Du willst den Tod nicht überholen.                                                 | Final Destination 2                                    | David R. Ellis                                                          | KAN/USA     | 2003 | zweiter Teil der Final-Destination-Reihe                                                                           |
| Final Examination                                                                                      | Final Examination                                      | Fred Olen Ray                                                           | USA         | 2003 | |
| Freddy vs. Jason                                                                                       | Freddy vs. Jason                                       | Ronny Yu                                                                | USA         | 2003 | Crossover der Filmreihen Nightmare On Elm Street und Freitag der 13.                                               |
| Hatchetman                                                                                             | Hatchetman                                             | Robert Tiffi                                                            | USA         | 2003 | |
| Hell’s Highway – Der Tod lauert in der Wüste                                                           | Detour                                                 | Steve Taylor                                                            | USA         | 2003 | |
| High Tension                                                                                           | Haute Tension                                          | Alexandre Aja                                                           | FRA         | 2003 | |
| Identität                                                                                              | Identity                                               | James Mangold                                                           | USA         | 2003 | |
| I Vädurens Skugga                                                                                      | I Vädurens Skugga                                      | Daniel Lehmussaari                                                      | SWE         | 2003 | |
| Killer Mood 2                                                                                          | Killer Mood 2                                          | André Lundgren                                                          | SWE         | 2003 | zweiter Teil der „Killer Mood“-Reihe                                                                               |
| Lost Things – Strand der verlorenen Seelen                                                             | Lost Things                                            | Martin Murphy                                                           | AUS         | 2003 | |
| Massacre At Rocky Ridge                                                                                | Massacre At Rocky Ridge                                | John Marshall                                                           | USA         | 2003 | |
| Monster Man                                                                                            | Monster Man                                            | Michael Davis                                                           | USA         | 2003 | |
| Ripper 2                                                                                               | Ripper 2: Letter from Within                           | Jonas Quastel, Lloyd A. Simandl                                         | GBR         | 2003 | zweiter Teil der „Ripper“-Reihe                                                                                    |
| SAW | Saw                                                    | James Wan                                                               | AUS         | 2003 | |
| Scream Bloody Murder                                                                                   | Scream Bloody Murder                                   | Jon Hoffman                                                             | USA         | 2003 | |
| S.I.C.K. Serial Insane Clown Killer                                                                    | S.I.C.K. Serial Insane Clown Killer                    | Bob Willems                                                             | USA         | 2003 | |
| Sssshhh…                                                                                               | Sssshhh…                                               | Pawan Kaul                                                              | IND         | 2003 | |
| The Crying Tree                                                                                        | Jun-Ka-Por                                             | Worachet Nimsuwan                                                       | THA         | 2003 | |
| The Locals                                                                                             | The Locals                                             | Greg Page                                                               | USA         | 2003 | |
| The Toolbox Murders                                                                                    | The Toolbox Murders                                    | Tobe Hooper                                                             | USA         | 2003 | Neuverfilmung |
| Wrong Turn                                                                                             | Wrong Turn                                             | Rob Schmidt                                                             | USA/DEU     | 2003 | |
| Adam & Evil                                                                                            | Adam and Evil                                          | Andrew Van Slee                                                         | USA         | 2004 | |
| Camp Slaughter                                                                                         | Camp Slaughter                                         | Martin Munthe                                                           | SWE         | 2004 | |
| Club Mad                                                                                               | Club Dread                                             | Jay Chandrasekhar                                                       | USA         | 2004 | |
| Dark Harvest                                                                                           | Dark Harvest                                           | Paul Moore                                                              | USA         | 2004 | |
| Dark Spells                                                                                            | Büyü                                                   | Orhan Oguz                                                              | TUR         | 2004 | |
| Dead Scared                                                                                            | The Hazing                                             | Rolfe Kanefsky                                                          | USA         | 2004 | |
| Devil’s Moon                                                                                           | Devil’s Moon                                           | David DeFino                                                            | USA         | 2004 | |
| Drowning Ghost – Der Fluch von Hellestad                                                               | Strandvaskaren                                         | Mikael Håfström                                                         | SWE         | 2004 | |
| Freak Out                                                                                              | Freak Out                                              | Christian James                                                         | GBR         | 2004 | |
| Harvest of Fear                                                                                        | Harvest of Fear                                        | Brad Goodman                                                            | USA         | 2004 | |
| In einer stillen Nacht                                                                                 | Stille Nacht                                           | Ineke Houtman                                                           | NLD         | 2004 | |
| Malevolence                                                                                            | Malevolence                                            | Stevan Mena                                                             | USA         | 2004 | |
| Mr. Hell                                                                                               | Mr. Hell                                               | Rob McKinnon                                                            | USA         | 2004 | |
| Santa’s Slay – Blutige Weihnachten                                                                     | Santa’s Slay                                           | David Steiman                                                           | USA         | 2004 | |
| Saw | Saw                                                    | James Wan                                                               | AUS/USA     | 2004 | Filmumsetzung von SAW                                                                                              |
| Shallow Ground                                                                                         | Shallow Ground                                         | Sheldon Wilson                                                          | USA         | 2004 | |
| Sleepover Nightmare                                                                                    | Sleepover Nightmare                                    | Boon Collins                                                            | USA         | 2004 | |
| The Hollow                                                                                             | The Hollow                                             | Kyle Newman                                                             | USA         | 2004 | |
| The Jackhammer Massacre                                                                                | Jackhammer                                             | Joe Castro                                                              | USA         | 2004 | |
| The Sisterhood: Pledge of Evil                                                                         | The Sisterhood                                         | David DeCoteau                                                          | USA         | 2004 | |
| The Toolbox Murders                                                                                    | Toolbox Murders                                        | Tobe Hooper                                                             | USA         | 2004 | |
| Trespassing                                                                                            | Trespassing                                            | James Merendino                                                         | USA         | 2004 | |
| Blood Deep                                                                                             | Blood Deep                                             | Todd S. Kniss                                                           | USA         | 2005 | |
| Bloodshed                                                                                              | Bloodshed                                              | Jim McMahon                                                             | USA         | 2005 | |
| Camp Corpses                                                                                           | Camp Corpses                                           | Marcel Walz                                                             | DEU         | 2005 | |
| Camp Daze                                                                                              | Camp Daze                                              | Alex Pucci                                                              | USA         | 2005 | |
| Chaos                                                                                                  | Chaos                                                  | David DeFalco                                                           | USA         | 2005 | Neuverfilmung von Das letzte Haus links                                                                            |
| Cry Wolf                                                                                               | Cry Wolf                                               | Jeff Wadlow                                                             | USA         | 2005 | |
| Dark Hours                                                                                             | The Dark Hours                                         | Paul Fox                                                                | CAN         | 2005 | |
| Death Academy – Die Lehre vom Tod                                                                      | Death Academy                                          | Daniel Lehmussaari                                                      | SWE         | 2005 | |
| Devon’s Ghost: Legend of the Bloody Boy                                                                | Devon’s Ghost: Legend of the Bloody Boy                | Johnny Yong Bosch, Koichi Sakamoto                                      | USA         | 2005 | |
| Dr. Chopper                                                                                            | Dr. Chopper                                            | Lewis Schoenbrun                                                        | USA         | 2005 | |
| Fear Factory – Labor der Angst                                                                         | Incubus                                                | Anya Camilleri                                                          | GBR         | 2005 | |
| The Hills Have Eyes – Hügel der blutigen Augen                                                         | The Hills Have Eyes                                    | Alexandre Aja                                                           | USA         | 2005 | Neuverfilmung |
| House of Wax                                                                                           | House of Wax                                           | Jaume Collet-Serra                                                      | AUS/USA     | 2005 | Neuverfilmung |
| Jolly Roger: Massacre at Cutter’s Cove                                                                 | Jolly Roger: Massacre at Cutter’s Cove                 | Gary Jones                                                              | USA         | 2005 | |
| Incident On and Off a Mountain Road                                                                    | Incident On and Off a Mountain Road                    | Don Coscarelli                                                          | USA         | 2005 | |
| Motor Home Massacre – The Road Ends Here                                                               | Motorhome Massacre                                     | Allen Wilbanks                                                          | USA         | 2005 | |
| Reeker                                                                                                 | Reeker                                                 | Dave Payne                                                              | USA         | 2005 | |
| Saw II                                                                                                 | Saw II                                                 | Darren Lynn Bousman                                                     | KAN/USA     | 2005 | zweiter Teil der SAW-Reihe                                                                                         |
| Scar                                                                                                   | Scar                                                   | Rahil Bhorania                                                          | USA         | 2005 | |
| Scared – Endstation Blutbad                                                                            | Rap nawng sayawng khwan                                | Pakpoom Wongjinda                                                       | THA         | 2005 | |
| See des Grauens                                                                                        | Sam’s Lake                                             | Andrew C. Erin                                                          | CAN/KOR/USA | 2005 | |
| Sickle                                                                                                 | The Slaughterhouse Massacre                            | Paul Gagné                                                              | USA         | 2005 | |
| Silent Scream                                                                                          | The Retreat                                            | Matt Cantu, Lance Kawas                                                 | USA         | 2005 | |
| Tamara                                                                                                 | Tamara                                                 | Jeremy Haft                                                             | USA         | 2005 | |
| The Choke                                                                                              | The Choke                                              | Juan A. May                                                             | USA         | 2005 | |
| The Devil’s Rejects                                                                                    | TDR – The Devil’s Rejects                              | Rob Zombie                                                              | USA         | 2005 | |
| Tower of Blood                                                                                         | Tower of Blood                                         | Corbin Timbrook                                                         | USA,        | 2005 | |
| Transamerican Killer                                                                                   | Transamerican Killer                                   | Mack Hail                                                               | USA         | 2005 | |
| Venom – Biss der Teufelsschlangen                                                                      | Venom                                                  | Jim Gillespie                                                           | USA         | 2005 | |
| Within the Woods                                                                                       | Camp Blood 3                                           | Brad Sykes                                                              | USA         | 2005 | |
| Woensdag                                                                                               | Woensdag                                               | Bob Embregts                                                            | NLD         | 2005 | |
| Wolf Creek                                                                                             | Wolf Creek                                             | Greg Mclean                                                             | AUS         | 2005 | |
| Woods of Evil                                                                                          | Woods of Evil                                          | Conrad Glover                                                           | USA         | 2005 | |
| All the Boys Love Mandy Lane                                                                           | All the Boys Love Mandy Lane                           | Jonathan Levine                                                         | USA         | 2006 | |
| Axe | Greed                                                  | Ron Wolotzky                                                            | USA         | 2006 | |
| Backwoods – Die Jagd beginnt                                                                           | Bosque de sombras                                      | Koldo Serra                                                             | FRA/GB/SPA  | 2006 | |
| Bachelor Party Massacre                                                                                | Bachelor Party Massacre                                | Schumacker Halpern Overdrive                                            | USA         | 2006 | |
| Behind the Mask                                                                                        | Behind the Mask: The Rise of Leslie Vernon             | Scott Glosserman                                                        | USA         | 2006 | |
| Big Bad Wolf                                                                                           | Big Bad Wolf                                           | Lance W. Dreesen                                                        | USA         | 2006 | |
| Bikini Bloodbath                                                                                       | Bikini Bloodbath                                       | Jonathan Gorman, Thomas Edward Seymour                                  | USA         | 2006 | erster Teil der Bikini-Bloodbath-Reihe                                                                             |
| Black Christmas                                                                                        | Black Christmas                                        | Glen Morgan                                                             | CAN/USA     | 2006 | Neuverfilmung |
| Blood Creek                                                                                            | Blood Creek                                            | Sean Cisterna                                                           | CAN         | 2006 | |
| Blood Trails                                                                                           | Blood Trails                                           | Robert Krause                                                           | DEU         | 2006 | |
| Broken – Keiner kann dich retten                                                                       | Broken                                                 | Simon Boyes, Adam Mason                                                 | GB          | 2006 | |
| The Butcher – Rest in Pieces                                                                           | The Butcher                                            | Edward Gorsuch                                                          | USA         | 2006 | |
| Cold Prey – Eiskalter Tod                                                                              | Fritt vilt                                             | Roar Uthaug                                                             | NOR         | 2006 | |
| Dark Ride                                                                                              | Dark Ride                                              | Craig Singer                                                            | USA         | 2006 | |
| Deadly Game                                                                                            | Complexx                                               | Robert Arthur Jansen                                                    | NLD         | 2006 | |
| Final Destination 3 – Der Tod sitzt hinter dir                                                         | Final Destination 3                                    | James Wong                                                              | CAN/USA     | 2006 | dritter Teil der Final-Destination-Reihe                                                                           |
| Halloween Night                                                                                        | Halloween Night                                        | Mark Atkins                                                             | USA         | 2006 | |
| Hatchet                                                                                                | Hatchet                                                | Adam Green                                                              | USA         | 2006 | |
| Haus der toten Seelen                                                                                  | Dood eind                                              | Erwin van den Eshof                                                     | NLD         | 2006 | |
| Heartstopper                                                                                           | Heartstopper                                           | Bob Keen                                                                | CAN         | 2006 | |
| House of the Butcher                                                                                   | Butcher House                                          | Christopher Hutson                                                      | USA         | 2006 | |
| Ich werde immer wissen, was du letzten Sommer getan hast                                               | I’ll Always Know What You Did Last Summer              | Sylvain White                                                           | USA         | 2006 | dritter Teil der „Ich weiß, was du letzten Sommer getan hast“-Reihe                                                |
| In 3 Tagen bist du tot                                                                                 | In 3 Tagen bist du tot                                 | Andreas Prochaska                                                       | AUT         | 2006 | |
| Martyrium                                                                                              | Calvaire                                               | Fabrice Du Welz                                                         | BEL         | 2006 | |
| Oculus                                                                                                 | Oculus: Chapter 3 – The Man with the Plan              | Mike Flanagan                                                           | USA         | 2006 | |
| The Evil Offspring – Niemand entrinnt seinem Schicksal                                                 | Mr. Jingles                                            | Tommy Brunswick                                                         | USA         | 2006 | |
| Murder Island                                                                                          | Murder Island                                          | Joakim S. Hammond                                                       | SWE         | 2006 | |
| Nightmare Man                                                                                          | Nightmare Man                                          | Rolfe Kanefsky                                                          | USA         | 2006 | |
| P2 – Schreie im Parkhaus                                                                               | P2                                                     | Franck Khalfoun                                                         | USA         | 2006 | |
| President Evil                                                                                         | The Tripper                                            | David Arquette                                                          | USA         | 2006 | |
| Rape & Revenge                                                                                         | Red Ridge                                              | Damien Skinner                                                          | USA         | 2006 | |
| Rest Stop                                                                                              | Rest Stop                                              | John Shiban                                                             | USA         | 2006 | |
| Saw III – Hast du das Leben verdient?                                                                  | Saw III                                                | Darren Lynn Bousman                                                     | CAN/USA     | 2006 | dritter Teil der SAW-Reihe                                                                                         |
| Scarred – Narben des Todes                                                                             | Scarred                                                | Jon Hoffman, Dave Rock                                                  | USA         | 2006 | |
| Schlachtnacht                                                                                          | SL8N8                                                  | Frank van Geloven, Edwin Visser                                         | NLD         | 2006 | |
| See No Evil                                                                                            | See No Evil                                            | Gregory Dark                                                            | USA         | 2006 | |
| Severance                                                                                              | Severance                                              | Christopher Smith                                                       | GB          | 2006 | |
| Simon Says                                                                                             | Simon Says                                             | William Dear                                                            | USA         | 2006 | |
| Them                                                                                                   | Ils                                                    | David Moreau, Xavier Palud                                              | FRA         | 2006 | |
| Sweet Insanity                                                                                         | Sweet Insanity                                         | Daniel Hess                                                             | USA         | 2006 | |
| Texas Chainsaw Massacre: The Beginning                                                                 | The Texas Chainsaw Massacre: The Beginning             | Jonathan Liebesman                                                      | USA         | 2006 | Prequel zu Michael Bay’s Texas Chainsaw Massacre                                                                   |
| ThanXgiving                                                                                            | ThanXgiving                                            | Bobby Ray Akers Jr.                                                     | USA         | 2006 | |
| The Curse of Blanchard Hill                                                                            | The Curse of Blanchard Hill                            | Chris Hazenberg & Zach Klinefelter                                      | USA         | 2006 | |
| The Goode’s House                                                                                      | Glass House: The Good Mother                           | Steve Antin                                                             | USA         | 2006 | |
| The Graveyard                                                                                          | The Graveyard                                          | Michael Feifer                                                          | USA         | 2006 | |
| The Pumpkin Karver                                                                                     | The Pumpkin Karver                                     | Robert Mann                                                             | USA         | 2006 | |
| The Remake                                                                                             | The Remake                                             | Tommy Brunswick                                                         | USA         | 2006 | |
| Turistas                                                                                               | Turistas                                               | John Stockwell                                                          | USA         | 2006 | |
| Unbekannter Anrufer                                                                                    | When a Stranger Calls                                  | Simon West                                                              | USA         | 2006 | Neuverfilmung |
| Wilderness                                                                                             | Wilderness                                             | Michael J. Bassett                                                      | GBR         | 2006 | |
| Wrestlemaniac                                                                                          | El Mascarado Massacre                                  | Jesse Baget                                                             | USA         | 2006 | |
| 100 Tears                                                                                              | 100 Tears                                              | Marcus Koch                                                             | USA         | 2007 | |
| 7eventy 5ive                                                                                           | 7eventy 5ive                                           | Brian Hooks, Deon Taylor                                                | USA         | 2007 | |
| Backwoods 2: The Revenge of Caleb                                                                      | Backwoods 2: The Revenge of Caleb                      | Robert Elkins                                                           | USA         | 2007 | |
| Blood River                                                                                            | Blood River                                            | Shedrack Anderson                                                       | USA         | 2007 | |
| Boogeyman 2 – Wenn die Nacht Dein Feind wird                                                           | Boogeyman 2                                            | Jeff Betancourt                                                         | USA         | 2007 | zweiter Teil der „Boogeyman“-Filmreihe                                                                             |
| Borderland                                                                                             | Borderland                                             | Zev Berman                                                              | MEX/USA     | 2007 | |
| Broken 2: The Cellar Door                                                                              | The Cellar Door                                        | Matt Zettell                                                            | USA         | 2007 | |
| Brutal Massacre: A Comedy Poster                                                                       | Brutal Massacre: A Comedy                              | Stevan Mena                                                             | USA         | 2007 | |
| Slasher                                                                                                | Slasher                                                | Frank W. Montag                                                         | DEU         | 2007 | |
| Drive Thru                                                                                             | Drive Thru                                             | Brendan Cowles & Shane Kuhn                                             | USA         | 2007 | |
| Ed Gein – Der wahre Hannibal Lecter                                                                    | Ed Gein: The Butcher of Plainfield                     | Michael Feifer                                                          | USA         | 2007 | |
| Erleuchtung in Bärenfalle                                                                              | Sophie                                                 | Vlado Priborsky                                                         | AUT         | 2007 | |
| Fight to the Death – Das Kentucky Massaker                                                             | Bloodlines                                             | Stephen Durham, Henry Kingi Jr.                                         | USA         | 2007 | |
| Frontier(s) – Kennst du deine Schmerzgrenze?                                                           | Frontière(s)                                           | Xavier Gens                                                             | FRA         | 2007 | |
| Grim Reaper                                                                                            | Grim Reaper                                            | Michael Feifer                                                          | USA         | 2007 | |
| Grindhouse                                                                                             | Grind House                                            | Robert Rodriguez, Eli Roth, Quentin Tarantino, Edgar Wright, Rob Zombie | USA         | 2007 | |
| Hack! – Wer macht den letzten Schnitt?                                                                 | Hack!                                                  | Matt Flynn                                                              | USA         | 2007 | |
| Halloween                                                                                              | Halloween                                              | Rob Zombie                                                              | USA         | 2007 | Remake |
| Halloween – Left for Dead                                                                              | Left for Dead                                          | Christopher Harrison                                                    | CAN         | 2007 | |
| Inside – Was sie will ist in Dir                                                                       | À l’intérieur                                          | Alexandre Bustillo, Julien Maury                                        | FRA         | 2007 | |
| Jim in the Box                                                                                         | Jim in the Box                                         | Joseph Nathan Weisman                                                   | USA         | 2007 | |
| King of the Hill                                                                                       | El rey de la montaña                                   | Gonzalo López-Gallego                                                   | ESP         | 2007 | |
| Knock Knock                                                                                            | Knock Knock                                            | Joseph Ariola                                                           | USA         | 2007 | |
| Lake Dead                                                                                              | Lake Dead                                              | George Bessudo                                                          | USA         | 2007 | |
| The Legend of Bloody Jack                                                                              | The Legend of Bloody Jack                              | Todd Portugal                                                           | USA         | 2007 | |
| Motel                                                                                                  | Vacancy                                                | Nimród Antal                                                            | USA         | 2007 | |
| Mr. Halloween                                                                                          | Mr. Halloween                                          | Andrew Wolf                                                             | USA         | 2007 | |
| Saw IV                                                                                                 | Saw IV                                                 | Darren Lynn Bousman                                                     | CAN/USA     | 2007 | vierter Teil der SAW-Reihe                                                                                         |
| Scar                                                                                                   | Scar 3D                                                | Jed Weintrob                                                            | USA         | 2007 | |
| Shrooms – Im Rausch des Todes                                                                          | Shrooms                                                | Paddy Breathnach                                                        | DEN/GB/IRL  | 2007 | |
| Sleep Walk                                                                                             | Nightmare                                              | Terry Ingram                                                            | CAN/USA     | 2007 | |
| Storm Warning – Überleben kann tödlich sein                                                            | Storm Warning                                          | Jamie Blanks                                                            | AUS         | 2007 | |
| Thanksgiving                                                                                           | Prom Night – A Night to Die For                        | Nelson McCormick                                                        | USA         | 2007 | Kurzfilm, später Faux-Trailer für Grindhouse                                                                       |
| The Hills Have Eyes 2                                                                                  | The Hills Have Eyes                                    | Martin Weisz                                                            | USA         | 2007 | |
| The Woods Have Eyes                                                                                    | The Woods Have Eyes                                    | Anthony Indelicato                                                      | USA         | 2007 | |
| Trackman                                                                                               | Trackman                                               | Igor Shavlak                                                            | RUS         | 2007 | |
| Timber Falls                                                                                           | Timber Falls                                           | Tony Giglio                                                             | USA         | 2007 | |
| Wrong Turn 2: Dead End                                                                                 | Wrong Turn 2: Dead End                                 | Joe Lynch                                                               | USA         | 2007 | zweiter Teil der Wrong-Turn-Reihe                                                                                  |
| April, April – Tote scherzen nicht                                                                     | April Fool’s Day                                       | Mitchell Altieri, Phil Flores                                           | USA         | 2008 | Neuverfilmung |
| Amusement                                                                                              | Amusement                                              | John Simpson                                                            | USA         | 2008 | |
| Alive or Dead                                                                                          | Alive or Dead                                          | Stephen Goetsch                                                         | USA         | 2008 | |
| Alphabet Killer                                                                                        | The Alphabet Killer                                    | Rob Schmidt                                                             | USA         | 2008 | |
| Asylum                                                                                                 | Asylum                                                 | David R. Ellis                                                          | USA         | 2008 | |
| Basement Jack                                                                                          | Basement Jack                                          | Michael Shelton                                                         | USA         | 2008 | |
| Bikini Bloodbath: Car Wash                                                                             | Bikini Bloodbath 2: Bikini Bloodbath Car Wash          | Jonathan Gorman, Thomas Edward Seymour                                  | USA         | 2008 | zweiter Teil der Bikini-Bloodbath-Reihe                                                                            |
| Blood on the Highway                                                                                   | Blood on the Highway                                   | Barak Epstein & Blair Rowan                                             | USA         | 2008 | |
| Carver                                                                                                 | Carver                                                 | Franklin Guerrero Jr.                                                   | USA         | 2008 | |
| Cold Prey 2 Resurrection – Kälter als der Tod                                                          | Fritt vilt II                                          | Mats Stenberg                                                           | SWE         | 2008 | zweiter Teil der „Cold Prey“-Reihe                                                                                 |
| Death Bell – Tödliche Abschlussprüfung                                                                 | Gosa                                                   | Yoon Hong-Seung                                                         | KOR         | 2008 | |
| Death on Demand                                                                                        | Death on Demand                                        | Adam Matalon                                                            | USA         | 2008 | |
| Dying Breed – Keep the Bloodline flowing                                                               | Dying Breed                                            | Jody Dwyer                                                              | USA         | 2008 | |
| The Echo                                                                                               | The Echo                                               | Jody Dwyer                                                              | USA         | 2008 | |
| Eden Lake                                                                                              | Eden Lake                                              | James Watkins                                                           | GB          | 2008 | |
| Gnaw                                                                                                   | Gnaw                                                   | Gregory Mandry                                                          | GB          | 2008 | |
| Ich weiß mal wieder, was du letzten Sommer getan hast                                                  | I Know How Many Runs You Scored Last Summer            | Stacey Edmonds, Doug Turner                                             | AUS         | 2008 | |
| In 3 Tagen bist du tot 2                                                                               | In 3 Tagen bist du tot                                 | Andreas Prochaska                                                       | AUT         | 2008 | |
| Jasper Park – Ausflug in den Tod                                                                       | Backwoods                                              | Marty Weiss                                                             | USA         | 2008 | |
| Little Red Devil                                                                                       | Little Red Devil                                       | Tommy Brunswick                                                         | USA         | 2008 | |
| Manhunt – Backwoods Massacre                                                                           | Rovdyr                                                 | Patrik Syversen                                                         | NOR         | 2008 | |
| Midnight Movie                                                                                         | Midnight Movie                                         | Jack Messitt                                                            | USA         | 2008 | |
| Morella                                                                                                | Morella                                                | Jeff Ferrell                                                            | USA         | 2008 | |
| Motel – The First Cut                                                                                  | Motel – The First Cut                                  | Eric Bross                                                              | USA         | 2008 | |
| No Man’s Land: The Rise of Reeker                                                                      | No Man’s Land: The Rise of Reeker                      | Dave Payne                                                              | USA         | 2008 | |
| Pigs – Slaughter Farm                                                                                  | Squeal                                                 | Tony Swansey                                                            | USA         | 2008 | |
| Prank                                                                                                  | Prank                                                  | Ellie Cornell, Danielle Harris, Heather Langenkamp                      | USA         | 2008 | |
| Prom Night                                                                                             | Prom Night – A Night to Die For                        | Nelson McCormick                                                        | USA         | 2008 | Neuverfilmung |
| Return to Sleepaway Camp                                                                               | Return to Sleepaway Camp                               | Robert Hiltzik                                                          | USA         | 2008 | |
| Ruinen                                                                                                 | The Ruins                                              | Carter Smith                                                            | AUS/DEU/USA | 2008 | |
| S.S.D.                                                                                                 | S.S.D.                                                 | Vadim Shmelev                                                           | RUS         | 2008 | |
| Sauna – Wash Your Sins                                                                                 | Sauna                                                  | Antti-Jussi Annila                                                      | FIN         | 2008 | |
| Saw V                                                                                                  | Saw V                                                  | David Hackl                                                             | CAN/USA     | 2008 | fünfter Teil der SAW-Reihe                                                                                         |
| Sexykiller                                                                                             | Sexykiller, morirás por ella                           | Miguel Martí                                                            | SPA         | 2008 | |
| Something’s Wrong in Kansas                                                                            | Something’s Wrong in Kansas                            | Louis Paul Tocchet                                                      | USA         | 2008 | |
| The Cook                                                                                               | The Cook                                               | Gregg Simon                                                             | USA         | 2008 | |
| The Cottage                                                                                            | The Cottage                                            | Paul Andrew Williams                                                    | USA         | 2008 | |
| The Strangers                                                                                          | The Strangers                                          | Bryan Bertino                                                           | USA         | 2008 | |
| Trailer Park of Terror                                                                                 | Trailer Park of Terror                                 | Steve Goldmann                                                          | USA         | 2008 | |
| Witchcraft 13: Blood of the Chosen                                                                     | Witchcraft 13: Blood of the Chosen                     | Mel House                                                               | USA         | 2008 | dreizehnter Teil der „Witchcraft“-Reihe                                                                            |
| A Nanny’s Secret                                                                                       | A Nanny’s Secret                                       | Douglas Jackson                                                         | CAN         | 2009 | |
| Air terjun pengantin                                                                                   | Air terjun pengantin                                   | Rizal Mantovani                                                         | ID          | 2009 | |
| Albino Farm                                                                                            | Albino Farm                                            | Joe Anderson & Sean McEwen                                              | USA         | 2009 | |
| Amer                                                                                                   | Amer                                                   | Hélène Cattet und Bruno Forzani                                         | BEL/FRA     | 2009 | |
| Beyond Remedy – Jenseits der Angst                                                                     | Beyond Remedy – Jenseits der Angst                     | Gerhard Hroß                                                            | DEU         | 2009 | |
| Bikini Bloodbath Christmas                                                                             | Bikini Bloodbath 3: Bikini Bloodbath Christmas         | Jonathan Gorman, Thomas Edward Seymour                                  | USA         | 2009 | dritter Teil der Bikini-Bloodbath-Reihe                                                                            |
| Bitch Massacre                                                                                         | Run! Bitch Run!                                        | Joseph Guzman                                                           | USA         | 2009 | Rape-and-Revenge-Film                                                                                              |
| Blood Night: The Legend of Mary Hatchet                                                                | Blood Night                                            | Frank Sabatella                                                         | USA         | 2009 | |
| Blood River                                                                                            | Blood River                                            | Adam Mason                                                              | USA         | 2009 | |
| Boogeyman 3                                                                                            | Boogeyman 3                                            | Gary Jones                                                              | USA         | 2009 | |
| Break – No Mercy, Just Pain!                                                                           | Break – No Mercy, Just Pain!                           | Matthias Olof Eich                                                      | DEU         | 2009 | |
| Bunnyman                                                                                               | Bunnyman                                               | Carl Lindbergh                                                          | USA         | 2009 | |
| Camp Kill                                                                                              | Camp Kill                                              | Nate Hanley                                                             | USA         | 2009 | |
| Cheerleader Massacre 2                                                                                 | Cheerleader Massacre 2                                 | Brad Rushing                                                            | USA         | 2009 | Fortsetzung von Cheerleader Massacre                                                                               |
| Dark Passages                                                                                          | Dark Passages                                          | Cesar Cruz                                                              | USA         | 2009 | |
| Evil Offspring                                                                                         | Evil Offspring                                         | Tommy Brunswick                                                         | USA         | 2009 | |
| Family Demon                                                                                           | Family Demons                                          | Ursula Dabrowsky                                                        | AUS         | 2009 | |
| Fear Island – Mörderische Unschuld                                                                     | Fear Island                                            | Michael Storey                                                          | USA         | 2009 | |
| Fever Night                                                                                            | Fever Night aka Band of Satanic Outsiders              | Jordan Harris & Andrew Schrader                                         | USA         | 2009 | |
| Final Destination 4                                                                                    | Final Destination 4                                    | David R. Ellis                                                          | CAN/USA     | 2009 | vierter Teil der Final-Destination-Reihe in 3D                                                                     |
| Freitag der 13.                                                                                        | Friday the 13th                                        | Marcus Nispel                                                           | USA         | 2009 | Ableger des Originals                                                                                              |
| Halloween II                                                                                           | Halloween II                                           | Rob Zombie                                                              | USA         | 2009 | Fortsetzung der Neuverfilmung                                                                                      |
| Hell House                                                                                             | Hell House                                             | Jason Crowe, Roni Jonah und T.J. Moreschi                               | USA         | 2009 | |
| Hidden                                                                                                 | Skjult                                                 | Pål Øie                                                                 | NOR         | 2009 | |
| High Lane – Schau nicht nach unten!                                                                    | Vertige                                                | Abel Ferry                                                              | FRA         | 2009 | |
| Hinter Kaifeck                                                                                         | Hinter Kaifeck                                         | Esther Gronenborn                                                       | DEU         | 2009 | |
| House of the Devil                                                                                     | The House of the Devil                                 | Ti West                                                                 | USA         | 2009 | |
| Humans – Sie haben überlebt                                                                            | Humains                                                | Jacques-Olivier Molon, Pierre-Olivier Thevenin                          | FRA/LUX/SUI | 2009 | |
| Jingles the Clown                                                                                      | Jingles the Clown                                      | Tommy Brunswick                                                         | USA         | 2009 | |
| Kill Theory Killers – In 3 Stunden seid ihr tot                                                        | Kill Theory                                            | Chris Moore                                                             | USA         | 2009 | |
| Klischee – Mörderisches Halloween auf Mallorca                                                         | Klischee – Mörderisches Halloween auf Mallorca         | Marcel Walz                                                             | DEU         | 2009 | |
| Laid to Rest                                                                                           | Laid to Rest                                           | Robert Hall                                                             | USA         | 2009 | |
| My Bloody Valentine 3D                                                                                 | My Bloody Valentine                                    | Patrick Lussier                                                         | USA         | 2009 | Neuverfilmung |
| My Super Psycho Sweet 16                                                                               | My Super Psycho Sweet 16                               | Jacob Gentry                                                            | USA         | 2009 | |
| Tortured                                                                                               | Skjult                                                 | Pål Øie                                                                 | NOR         | 2009 | |
| Sadistic Torture                                                                                       | Pénance                                                | Jake Kennedy                                                            | USA         | 2009 | |
| Schön bis in den Tod                                                                                   | Sorority Row                                           | Stewart Hendler                                                         | USA         | 2009 | Neuverfilmung |
| Tortured                                                                                               | Skjult                                                 | Pål Øie                                                                 | NOR         | 2009 | |
| Spirit Camp                                                                                            | Spirit Camp                                            | Kerry Beyer                                                             | USA         | 2009 | |
| Stepfather                                                                                             | The Stepfather                                         | Nelson McCormick                                                        | USA         | 2009 | Neuverfilmung |
| Sweatshop                                                                                              | Sweatshop                                              | Stacy Davidson                                                          | USA         | 2009 | |
| Tannöd                                                                                                 | Tannöd                                                 | Bettina Oberli                                                          | DEU/SUI     | 2009 | |
| The Collector – He Always Takes One                                                                    | The Collector                                          | Marcus Dunstan                                                          | USA         | 2009 | |
| The Good Sisters                                                                                       | The Good Sisters                                       | JimmyO Burril                                                           | USA         | 2009 | |
| The Hills Run Red – Drehbuch des Todes                                                                 | The Hills Run Red                                      | Dave Parker                                                             | USA         | 2009 | |
| The Last House on the Left                                                                             | The Last House on the Left                             | Dennis Iliadis                                                          | USA         | 2009 | Remake |
| The Loved Ones                                                                                         | The Loved Ones                                         | Sean Byrne                                                              | USA         | 2009 | |
| The Whore                                                                                              | Hora                                                   | Reinert Kiil                                                            | NOR         | 2009 | |
| Tortured                                                                                               | Deranged                                               | Jason Impey                                                             | USA         | 2009 | |
| Triangle – Die Angst kommt in Wellen                                                                   | Triangle                                               | Christopher Smith                                                       | AUS/GB      | 2009 | |
| Turnpike Killer                                                                                        | The Turnpike Killer                                    | Evan Makrogiannis, Brian Weaver                                         | USA         | 2009 | |
| Weekend of Blood                                                                                       | Murder Loves Killers Too                               | Drew Barnhardt                                                          | USA         | 2009 | |
| Wrong Turn 3: Left For Dead                                                                            | Wrong Turn 3: Left for Dead                            | Declan O’Brien                                                          | USA         | 2009 | dritter Teil der Wrong-Turn-Reihe                                                                                  |

### Ab 2010
| Titel                                                           | Originaltitel                                 | Regisseur | Land           | Jahr | Anmerkungen                                                                                           |
| --------------------------------------------------------------- | --------------------------------------------- | --- | -------------- | ---- | --- |
| Gacy House                                                      | 8213: Gacy House                              | Anthony Fankhauser | USA            | 2010 | |
| 2001 Maniacs 2 – Es ist angerichtet                             | 2001 Maniacs: Field of Screams                | Tim Sullivan | USA            | 2010 | |
| Hostile Encounter                                               | Hostile Encounter                             | Eric England | USA            | 2010 | |
| A Nightmare on Elm Street                                       | A Nightmare on Elm Street                     | Samuel Bayer | USA            | 2010 | Neuverfilmung                                                                                         |
| American Maniacs                                                | American Maniacs                              | C.M. Downs | USA            | 2010 | |
| And Soon the Darkness                                           | And Soon the Darkness                         | Marcos Efron | ARG/FRA/USA    | 2010 | Neuverfilmung                                                                                         |
| Beyond the Black Rainbow                                        | Beyond the Black Rainbow                      | Panos Cosmatos | CAN            | 2010 | |
| Chain Letter                                                    | Chain Letter                                  | Deon Taylor | USA            | 2010 | |
| Cold Prey III – The Beginning                                   | Fritt vilt III                                | Mikkel Brænne Sandemose | NOR            | 2010 | dritter Teil von Cold Prey                                                                            |
| Cyrus: Mind of a Serial Killer                                  | Chyrus                                        | Mark Vadik | USA            | 2010 | |
| Dahmer vs. Gacy                                                 | Dahmer vs. Gacy                               | Ford Austin | USA            | 2010 | |
| Dear Mr. Gacy                                                   | Dear Mr. Gacy                                 | Svetozar Ristovski | USA            | 2010 | |
| Death Bell 2: Bloody Camp                                       | Gosa 2                                        | Seon-dong Yu | KOR            | 2010 | zweiter Teil von Death Bell                                                                           |
| Die Meute                                                       | La meute                                      | Franck Richard | FRA            | 2010 | |
| Don’t Be Afraid of the Dark                                     | Don’t Be Afraid of the Dark                   | Troy Nixey | AUS, MEX, USA  | 2010 | |
| Don’t Look in the Attic                                         | Don’t Look in the Attic                       | Michael Colburn, Joe Grisaffi | USA            | 2010 | |
| Dream Home                                                      | Wai dor lei ah yut ho                         | Ho-Cheung Pang | HK             | 2010 | |
| Hatchet II                                                      | Hatchet II                                    | Adam Green | USA            | 2010 | |
| Horny House of Horror                                           | Fasshon heru                                  | Jun Tsugita | JPN            | 2010 | |
| I Spit on Your Grave                                            | I Spit on Your Grave                          | Steven R. Monroe | USA            | 2010 | Neuverfilmung                                                                                         |
| If a Tree Falls                                                 | If a Tree Falls                               | Gabriel Carrer | CAN            | 2010 | |
| Insane – Hotel des Todes                                        | Insane                                        | Anders Jacobsson, Tomas Sandquist | SWE            | 2010 | |
| Junkyard Dog                                                    | Junkyard Dog                                  | Kim Bass | USA            | 2010 | |
| Mother’s Day – Mutter ist wieder da                             | Mother’s Day                                  | Darren Lynn Bousman | USA            | 2010 | |
| Mr. Hush                                                        | Mr. Hush                                      | David Lee Madison | USA            | 2010 | |
| My Super Psycho Sweet 16 2                                      | My Super Psycho Sweet 16 2                    | Jacob Gentry | USA            | 2010 | zweiter Teil von My Super Psycho Sweet 16                                                             |
| Needle – Deinem Schicksal entkommst Du nicht                    | Needle                                        | John V. Soto | AUS            | 2010 | |
| Porkchop                                                        | Porkchop                                      | Eamon Hardiman | USA            | 2010 | |
| President’s Day                                                 | President’s Day                               | Chris LaMartina | USA            | 2010 | |
| Rabies                                                          | Kalevet                                       | Aharon Keshales & Navot Papushado | ISR            | 2010 | |
| Rage                                                            | Rage                                          | Chris Witherspoon | USA            | 2010 | |
| Road Kill                                                       | Road Train                                    | Dean Francis | AUS/USA        | 2010 | |
| Santa’s Slay 2                                                  | Santa’s Slay 2: They Are Back!                | Vincent Lopez & MJ Roxas | USA            | 2009 | Fortsetzung von Santa’s Slay                                                                          |
| Saint                                                           | Sint                                          | Dick Maas | NED            | 2010 | |
| Saw 3D – Vollendung                                             | Saw 3D                                        | Kevin Greutert | AUS/GB/CAN/USA | 2010 | siebter Teil der SAW-Reihe                                                                            |
| Sons of Norway                                                  | Sønner av Norge                               | Jens Lien | NOR            | 2010 | |
| The Bunny Game                                                  | The Bunny Game                                | Adam Rehmeier | USA            | 2010 | |
| The Butterfly Room                                              | The Butterfly Room                            | Jonathan Zarantonello | ITA/USA        | 2010 | |
| The Corridor                                                    | The Corridor                                  | Evan Kelly | CAN            | 2010 | |
| The Corrupted                                                   | The Corrupted                                 | John Klappstein, Knighten Richman | CAN            | 2010 | |
| The Gruesome Death of Tommy Pistol                              | The Gruesome Death of Tommy Pistol            | Aramis Sartorio | USA            | 2010 | |
| The Silent House                                                | La casa muda                                  | Gustavo Hernández | URU            | 2010 | |
| The Tortured                                                    | The Tortured                                  | Robert Lieberman | USA            | 2010 | |
| Torture Bleeding: Madness                                       | Madness                                       | Sonny Laguna, David Liljeblad, Tommy Wiklund | SWE            | 2010 | |
| Tucker and Dale vs Evil                                         | Tucker & Dale vs. Evil                        | Eli Craig | CAN            | 2010 | |
| The Super                                                       | The Super                                     | Evan Makrogiannis, Brian Weaver | USA            | 2010 | |
| 5 Souls                                                         | 5 Souls                                       | Brett Donowho | USA            | 2011 | |
| 388 Arletta Avenue                                              | 388 Arletta Avenue                            | Randall Cole | CAN            | 2011 | |
| 1313: Actor Slash Model                                         | 1313: Actor Slash Model                       | David DeCoteau | USA            | 2011 | |
| 11-11-11 – Das Tor zur Hölle                                    | 11-11-11                                      | Darren Lynn Bousman | SPA/USA        | 2011 | |
| Adam Chaplin                                                    | Adam Chaplin                                  | Emanuele De Santi | ITA            | 2011 | Im Dezember 2015, wurde der in einer Extended Version veröffentlicht                                  |
| Alyce – Außer Kontrolle                                         | Alyce                                         | Jay Lee | USA            | 2011 | |
| Amber Alert                                                     | Amber Alert                                   | Kerry Bellessa | USA            | 2011 | |
| Area 51 Confidential                                            | 051: Confidential                             | Brandon Slagle | USA            | 2011 | |
| The Monitor                                                     | Babycall                                      | Pål Sletaune | DEU/NOR/SWE    | 2011 | |
| Bloodstained Flesh                                              | Three Tears on Bloodstained Flesh             | Jakob Bilinski | USA            | 2011 | |
| Blue Hole                                                       | Blue Hole                                     | Erik Gardner | USA            | 2011 | |
| Castle of the Damned                                            | Castle of the Damned                          | Kerry Beyer | USA            | 2011 | |
| Claustrofobia                                                   | Claustrofobia                                 | Bobby Boermans | NDL            | 2011 | |
| ChromeSkull: Laid to Rest II                                    | Laid to Rest 2                                | Robert Green Hall | USA            | 2011 | |
| Crawl                                                           | Crawl                                         | Benjamin China & Paul China | AUS            | 2011 | |
| Crawlspace                                                      | Crawlspace                                    | Justin Dix | USA            | 2011 | |
| Dark Circles – Sleep when your Dead                             | Dark Circles                                  | Paul Soter | USA            | 2012 | |
| Dark Feed                                                       | Dark Feed                                     | Michael Rasmussen & Shawn Rasmussen | USA            | 2011 | |
| Dead Stop                                                       | Dead Stop                                     | Jonas Stolpe | USA            | 2011 | |
| Detention – Nachsitzen kann tödlich sein                        | Detention                                     | Joseph Kahn | USA            | 2011 | |
| Devil’s Night                                                   | Devil’s Night                                 | Christopher Harrison | CAN            | 2011 | |
| Exit 33                                                         | Exit 33                                       | Tommy Brunswick | USA            | 2011 | |
| Famine – 20 Students, 20 Hours, 20 Horrible Ways to Die         | Famine                                        | Ryan Nicholson | USA            | 2011 | |
| Final Destination 5                                             | Final Destination 5                           | Steven Quale | USA            | 2011 | fünfter Teil der Final-Destination-Reihe                                                              |
| Hellacious Acres: The Case of John Glass                        | Hellacious Acres: The Case of John Glass      | Pat Tremblay | CAN            | 2011 | |
| Husk – Erntezeit!                                               | Husk                                          | Brett Simmons | USA            | 2011 | |
| Jacob                                                           | Jacob                                         | Larry Wade Carrell | USA            | 2011 | |
| Knife                                                           | Knife                                         | James M. Johnston | USA            | 2011 | |
| LA Slasher : In the City of Angels                              | L.A. Slasher                                  | Tim Burke | GB             | 2011 | |
| Lass ihn nicht rein                                             | Don’t Let Him In                              | Kelly Smith | GB             | 2011 | |
| Lovely Molly                                                    | Lovely Molly                                  | Eduardo Sánchez | USA            | 2011 | |
| One Way Trip 3D                                                 | One Way Trip 3D                               | Markus Welter | AUT/SWI        | 2011 | |
| Madison County                                                  | Madison County                                | Eric England | USA            | 2011 | |
| My Soul to Take                                                 | My Soul to Take                               | Wes Craven | USA            | 2011 | |
| Outback – Tödliche Jagd                                         | Wrath                                         | Jonathan Neil Dixon | Australien     | 2011 | Backwood Slasher                                                                                      |
| P-047                                                           | Tae Peang Phu Deaw                            | Kongdej Jaturanrasamee | THA            | 2011 | |
| Pain                                                            | Vile                                          | Taylor Sheridan | USA            | 2011 | |
| Porkchops                                                       | Porkchops                                     | Eamon Hardiman | USA            | 2011 | zweiter Teil der Porkchop-Trilogie                                                                    |
| Punishment                                                      | Down the Road                                 | Jason Christopher | USA            | 2011 | |
| Red State – Fürchte Dich vor Gott!                              | Red State                                     | Kevin Smith | USA            | 2011 | |
| Rise of the Animals                                             | Rise of the Animals                           | Chris Wojcik | USA            | 2011 | |
| Rogue River                                                     | Rogue River                                   | Jourdan McClure | USA            | 2011 | |
| Saturday Morning Massacre                                       | Saturday Morning Massacre                     | Spencer Parsons | USA            | 2011 | |
| Sadistic Massacre / Schlaraffenhaus                             | Sadistic Massacre / Schlaraffenhaus           | Marcel Walz | DEU            | 2011 | |
| Scream 4                                                        | Scream 4                                      | Wes Craven | USA            | 2011 | vierter Teil der „Scream“-Reihe                                                                       |
| Shiver                                                          | Shiver                                        | Julian Richards | USA            | 2011 | |
| Silent House                                                    | Silent House                                  | Chris Kentis, Laura Lau | USA            | 2011 | Neuverfilmung                                                                                         |
| Some Guy Who Kills People                                       | Some Guy Who Kills People                     | Jack Perez | USA            | 2011 | |
| Sunday Best                                                     | Sunday Best                                   | Clive Tonge | USA            | 2011 | |
| Tape 407                                                        | Area 407                                      | Dale Fabrigar, Everette Wallin | USA            | 2011 | |
| The 3rs                                                         | The 3rs                                       | David Lynch | USA            | 2011 | Kurzfilm                                                                                              |
| The Craigslist Killer                                           | The Craigslist Killer                         | Stephen Kay | USA            | 2011 | |
| The Disco Exorcist                                              | The Disco Exorcist                            | Richard Griffin | USA            | 2011 | |
| The Expelled                                                    | F                                             | Johannes Roberts | GB             | 2011 | |
| The Road                                                        | The Road                                      | Yam Laranas | PH             | 2011 | |
| The Seasoning House                                             | The Seasoning House                           | Paul Hyett | GB             | 2011 | |
| The Theatre Bizarre                                             | The Theatre Bizarre                           | Douglas Buck, Buddy Giovinazzo, David Gregory, Karim Hussain, Jeremy Kasten, Tom Savini, Richard Stanley | USA            | 2011 | |
| The Trick or Treater                                            | The Trick or Treater                          | Eric England | USA            | 2011 | |
| The V                                                           | The Victim                                    | Michael Biehn, Jennifer Blanc-Biehn | GB             | 2011 | |
| The Victorville Massacre                                        | The Victorville Massacre                      | Riley Wood | USA            | 2011 | |
| Vatertag                                                        | Father’s Day                                  | Adam Brooks, Jeremy Gillespie, Matthew Kennedy, Steven Kostanski, Conor Sweeney | USA            | 2011 | |
| Wake Up and Die                                                 | Volver a morir                                | Miguel Urrutia | CO             | 2011 | |
| Wake Wood – Tote soll man Ruhen lassen                          | Wake Wood                                     | David Keating | GB/IRL         | 2011 | |
| Wrong Turn 4: Bloody Beginnings                                 | Wrong Turn 4: Bloody Beginnings               | Declan O’Brien | USA            | 2011 | vierter Teil der Wrong-Turn-Reihe                                                                     |
| You’re Next                                                     | You’re Next                                   | Adam Wingard | USA            | 2011 | |
| 100 Bloody Acres                                                | 100 Bloody Acres                              | Cameron Cairnes, Colin Cairnes | AUS            | 2012 | Redneck Slasher                                                                                       |
| 666: Short Cuts to Hell                                         | 666: Short Cuts to Hell                       | Tom Six, Rosie Fletcher, Paul Hyett, Emily Booth, Paul McEvoy & John Shackleton | USA            | 2012 | Anthologie                                                                                            |
| 7500                                                            | Flight 7500                                   | Takashi Shimizu | JPN/USA        | 2012 | |
| Absentia                                                        | Absentia                                      | Mike Flanagan | USA            | 2012 | |
| After                                                           | After                                         | Ryan Smith | USA            | 2012 | |
| Airborne – Come Die with Me                                     | Airborne                                      | Dominic Burns | GB             | 2012 | |
| Alexandre Ajas Maniac                                           | Maniac                                        | Franck Khalfoun | FRA/USA        | 2012 | Remake                                                                                                |
| Alpha Girls                                                     | Alpha Girls                                   | Tony Trov & Johnny Zito | USA            | 2012 | |
| American Mary                                                   | American Mary                                 | Jen und Sylvia Soska | USA            | 2012 | |
| Among Friends                                                   | Among Friends                                 | Danielle Harris | USA            | 2012 | |
| A Fantastic Fear of Everything                                  | A Fantastic Fear of Everything                | Crispian Mills, Chris Hopewell | GB             | 2012 | |
| Afterparty                                                      | Afterparty                                    | Miguel Larraya | SPA            | 2012 | |
| Best Friends Forever                                            | Best Friends Forever                          | Brea Grant | USA            | 2012 | |
| Billy Club                                                      | Billy Club                                    | Nick Sommer & Drew Rosas | USA            | 2012 | |
| Blood Borne                                                     | Blood Borne                                   | Fin Edquist | AUS            | 2012 | |
| Blood Rush                                                      | Blood Rush                                    | Evan Marlowe | USA            | 2012 | |
| Breaking the Girl                                               | Breaking the Girl                             | Jamie Babbit | USA            | 2012 | |
| Bunnyman 2                                                      | Bunnyman 2                                    | Carl Lindbergh | USA            | 2012 | zweiter Teil der Bunnyman-Reihe                                                                       |
| Butcher Boys – You Are What You Eat                             | Butcher Boys                                  | Duane Graves, Justin Meeks | USA            | 2012 | |
| Cannibal Diner                                                  | Cannibal Diner                                | Frank W. Montag | DEU            | 2012 | |
| CarnieVille                                                     | CarnieVille                                   | Victor Mathieu | USA            | 2012 | |
| Carrie                                                          | Carrie                                        | Kimberly Peirce | USA            | 2012 | Neuverfilmung                                                                                         |
| Chained                                                         | Chained                                       | Jennifer Chambers Lynch | USA            | 2012 | |
| Cheap Thrills                                                   | Cheap Thrills                                 | E.L. Katz | USA            | 2012 | |
| Coffin Baby – The Toolbox Killer is Back                        | Coffin Baby                                   | Dean Jones | USA            | 2012 | zweiter Teil der Toolbox-Murder-Reihe (Sequel zum 2004er-Remake)                                      |
| The Cohasset Snuff Film                                         | The Cohasset Snuff Film                       | Edward Payson | USA            | 2012 | |
| Compulsion                                                      | Compulsion                                    | Egidio Coccimiglio | CAN            | 2012 | Neuverfilmung des südkoreanischen Filmes 301, 302                                                     |
| Contracted                                                      | Conctracted                                   | Eric England | USA            | 2012 | |
| Dark Feed                                                       | Dark Feed                                     | Shawn Rasmussen, Michael Rasmussen | USA            | 2012 | |
| Dark Flight 3D – Ghosts on a Plane                              | 407 Dark Flight 3D                            | Isaara Nadee | THA            | 2012 | |
| Dead Shadows                                                    | Dead Shadows                                  | David Cholewa | FRA            | 2012 | |
| Deadtime                                                        | DeadTime                                      | Tony Jopia | GB             | 2012 | |
| Demons Never Die                                                | Demons Never Die                              | Arjun Rose | GB             | 2012 | |
| Devil’s Knot                                                    | West Memphis Three                            | Atom Egoyan | USA            | 2012 | |
| Donner Pass – You can’t Escape History                          | Donner Pass                                   | Elise Robertson | USA            | 2012 | |
| Drill Kill’s                                                    | Trapano Uccide                                | Alessio Di Nicola | ITA            | 2012 | |
| Ends of Earth                                                   | Ends of Earth                                 | Derek Lee & Clif Prowse | USA            | 2012 | |
| Entrance                                                        | Entrance                                      | Dallas Richard Hallam & Patrick Horvath | USA            | 2012 | |
| Excision                                                        | Excision                                      | Richard Bates Jr. | USA            | 2012 | |
| Fear Lives Here                                                 | Fear Lives Here                               | Michael Chase Gordon | USA            | 2012 | |
| Fever                                                           | Fievre                                        | Romain Basset | FRA            | 2012 | |
| Final Girl                                                      | Final Girl                                    | Tyler Shields | CAN            | 2012 | |
| Fresh Meat                                                      | Fresh Meat                                    | Danny Mulheron | NZ             | 2012 | Redneck Slasher                                                                                       |
| Bikini Spring Break Massaker                                    | Girls Gone Dead                               | Michael Hoffman Jr. & Aaron T. Wells | USA            | 2012 | |
| Hallows’ Eve                                                    | Hallows’ Eve                                  | Sean McGarry | USA            | 2012 | |
| Harmless                                                        | Harmless                                      | Rich Praytor | USA            | 2012 | |
| Haunter                                                         | Haunter                                       | Vincenzo Natali | USA            | 2012 | |
| Hell’s Belles                                                   | Hell’s Belles                                 | Christian Ackerman | USA            | 2012 | |
| Horror House                                                    | Horror House                                  | Evan Marlowe | USA            | 2012 | |
| House at the End of the Street                                  | House at the End of the Street                | Mark Tonderai | USA            | 2012 | |
| House of Last Things                                            | In the House of Flies                         | Michael Bartlett | GB             | 2012 | |
| Hush                                                            | Ja saapuu oikea yo                            | Jyri Kahonen | FIN            | 2012 | |
| I Will Die Tonight                                              | I Will Die Tonight                            | Miguel Ángel Vivas | SPA            | 2012 | |
| Inner Demon                                                     | Inner Demon                                   | Ursula Dabrowsky | AUS            | 2012 | |
| In the House of Flies                                           | In the House of Flies                         | Gabriel Carrer | CAN            | 2012 | |
| It’s in the Blood                                               | It’s in the Blood                             | Scooter Downey | USA            | 2012 | |
| Jug Face                                                        | Jug Face                                      | Chad Crawford Kinkle | USA            | 2012 | |
| K-11                                                            | K-11                                          | Jules Stewart | USA            | 2012 | |
| Kill me Now                                                     | Kill me Now                                   | Travis Long | USA            | 2012 | |
| La Cama                                                         | La Cama                                       | Rudy Gold & Christian Guzman | USA            | 2012 | Teil der Midnight-Horror-Show-Reihe                                                                   |
| Last Kind Words                                                 | Last Kind Words                               | Kevin Barker | USA            | 2012 | |
| Lesson of the Evil                                              | Aku no kyôten                                 | Takashi Miike | JPN            | 2012 | |
| Livid – Das Blut der Ballerinas                                 | Livide                                        | Alexandre Bustillo, Julien Maury | FRA            | 2012 | |
| Mastermind                                                      | Untitled Kevin Williamson Project             | Marcos Siega | USA            | 2012 | TV-Film, als Pilotfilm konzipierter Spielfilm zur gleichnamigen Serie                                 |
| May 2: June                                                     | May 2: June                                   | Matthew C. Watts | USA            | 2012 | inoffizielle Fortsetzung von May – Die Schneiderin des Todes                                          |
| Memory of the Dead                                              | La Memoria Del Muerto                         | Valentin Javier Diment | ARG            | 2012 | |
| Millennium                                                      | Millennium                                    | Kevin Clark & Manzie Jones | USA            | 2012 | |
| Modus Anomali                                                   | Modus Anomali                                 | Joko Anwar | ID             | 2012 | |
| Murder University                                               | Murder University                             | Richard Griffin | USA            | 2012 | |
| No One Lives – Keiner überlebt!                                 | No One Lives                                  | Ryūhei Kitamura | USA            | 2012 | |
| No Tell Motel                                                   | No Tell Motel                                 | Brett Donowho | USA            | 2012 | |
| Obsession – Tödliche Spiele                                     | Little Deaths                                 | Sean Hogan, Andrew Parkinson, Simon Rumley | USA            | 2012 | Anthologiefilm                                                                                        |
| Oculus                                                          | Oculus                                        | Mike Flanagan | USA            | 2012 | |
| Patrick: Gefährlicher als sein Hass ist nur seine Liebe         | Patrick                                       | Mark Hartley | AUS            | 2012 | Remake                                                                                                |
| Piggy                                                           | Piggy                                         | Kieron Hawkes | GB             | 2012 | |
| Poe                                                             | Poe                                           | Francis Xavier | USA            | 2012 | |
| Plus One                                                        | Plus One                                      | Dennis Iliadis | USA            | 2012 | |
| The Profane Exhibit                                             | The Profane Exhibit                           | Uwe Boll, Ruggero Deodato, Marian Dora, Andrey Iskanov, José Mojica Marins, Ryan Nicholson, Yoshihiro Nishimura, Michael Todd Schneider, Richard Stanley, Sergio Stivaletti, Nacho Vigalondo | CAN/ITA        | 2012 | Anthologie                                                                                            |
| Purgatory                                                       | Purgatory                                     | Stuart Gordon | USA            | 2012 | |
| Rat King                                                        | Rat King                                      | Petri Kotwica | FIN            | 2012 | |
| Raze – Fight or Die!                                            | Raze                                          | Josh C. Waller | USA            | 2012 | indiziert (BAnz AT 28.11.2014 B5)                                                                     |
| Resolution – Cabin of Death                                     | Resolution – Cabin of Death                   | Justin Benson & Aaron Moorhead | USA            | 2012 | |
| Roadside                                                        | Roadside                                      | Eric England | USA            | 2012 | |
| Rugaru                                                          | Rugaru                                        | Alin Bijan | USA            | 2012 | |
| S_X Tape                                                        | sxtape                                        | Conor McMahon | IRL            | 2012 | |
| Sanitarium – A Trilogy of Terror                                | Sanitarium                                    | Bryan Ramirez, Kerry Valderrama & Bryan Ortiz | USA            | 2012 | Anthologie                                                                                            |
| Scary or Die                                                    | Terror Bytes                                  | Bob Badway, Michael Emanuel & Igor Meglic | USA            | 2012 | Anthologiefilm (Das Segment „Clowned“ enthält Slasher-Szenen)                                         |
| Severed Footage                                                 | Severed Footage                               | Lesley Gunter | CAN            | 2012 | |
| Sightseers                                                      | Sightseers                                    | Ben Wheatley | GB             | 2012 | |
| Silent Night                                                    | Silent Night                                  | Steven C. Miller | USA            | 2012 | |
| Silent Night Bloody Night                                       | Silent Night Bloody Night: The Homecoming     | James Plumb | WAL            | 2012 | |
| Silver Falls                                                    | At Silver Falls                               | Brett Donowho | GB             | 2012 | |
| Slasher in the Woods                                            | Down the Road                                 | Jason Christopher | USA            | 2012 | |
| Slumber Party Slaughter                                         | Slumber Party Slaughter                       | Rebekah Chaney | USA            | 2012 | |
| Smiley                                                          | Smiley                                        | Michael Gallager | USA            | 2012 | |
| Sorority Party Massacre                                         | Sorority Party Massacre                       | Chris Freeman & Justin Jones | USA            | 2012 | |
| Spirit Stalkers                                                 | Spirit Stalkers                               | Steve Hudgins | USA            | 2012 | |
| Static                                                          | Static                                        | Todd Lovin | USA            | 2012 | |
| Stitches                                                        | Stitches                                      | Conor McMahon | IRL            | 2012 | |
| Thale                                                           | Thale                                         | Aleksander Nordaas | NOR            | 2012 | |
| The Summer of Massacre                                          | The Summer of Massacre                        | Joe Castro | USA            | 2012 | |
| The ABCs of Death                                               | The ABCs of Death                             | Kaare Andrews, Angela Bettis, Hélène Cattet, Bruno Forzani, Ernesto Díaz Espinoza, Jason Eisener, Adrián García Bogliano, Xavier Gens, Lee Hardcastle, Noboru Iguchi, Thomas Cappelen Malling, Jorge Michel Grau, Anders Morgenthaler, Yoshihiro Nishimura, Banjong Pisanthanakun, Simon Rumley, Marcel Sarmiento, Jon Schnepp, Srdjan Spasojevic, Timo Tjahjanto, Andrew Traucki, Nacho Vigalondo, Jake West, Ti West, Ben Wheatley, Adam Wingard, Yudai Yamaguchi | USA            | 2012 | Anthologie                                                                                            |
| The Addicted                                                    | The Addicted                                  | Sean J. Vincent | GB             | 2012 | |
| The Cabin in the Woods                                          | The Cabin in the Woods                        | Drew Goddard | USA            | 2012 | |
| The Captured Bird                                               | The Captured Bird                             | Jovanka Vuckovic | CAN            | 2012 | |
| The Collapsed – Uncut                                           | The Collapsed                                 | Justin McConnell | USA            | 2012 | |
| The Collection                                                  | The Collection                                | Marcus Dunstan | USA            | 2012 | |
| The Devil’s Carnival                                            | The Devil’s Carnival                          | Darren Lynn Bousman | USA            | 2012 | |
| The Farm                                                        | The Farm                                      | Xavier Gens | USA            | 2012 | |
| The Ghost of Goodnight Lane                                     | The Ghost of Goodnight Lane                   | Alin Bijan | USA            | 2012 | |
| The Haunted Trailer                                             | The Haunted Trailer                           | Chuck Norfolk | USA            | 2012 | |
| Hospital                                                        | The Hospital                                  | James Plumb | USA            | 2012 | |
| The Last Will and Testament of Rosalind Leigh                   | The Last Will and Testament of Rosalind Leigh | Rodrigo Gudiño | CAN            | 2012 | |
| The Lords of Salem                                              | The Lords of Salem                            | Rob Zombie | USA            | 2012 | |
| The Merchant                                                    | The Merchant                                  | Justin Mosley | USA            | 2012 | |
| The Midnight Game                                               | The Midnight Game                             | A.D. Calvo | USA            | 2012 | |
| The Pact                                                        | The Pact                                      | Nicholas McCarthy | USA            | 2012 | |
| Possession – Das Dunkle in dir                                  | The Dibbuk Box                                | Ole Bornedal | USA            | 2012 | |
| The Raid: Claymation                                            | The Raid: Claymotion                          | Brandon Cano-Errecart | USA            | 2012 | |
| The Rambler                                                     | The Rambler                                   | Calvin Lee Reeder | USA            | 2012 | |
| The Raven                                                       | The Raven                                     | James McTeigue | USA            | 2012 | |
| The Shelter                                                     | The Shelter                                   | John Fallon | USA            | 2012 | |
| The Sibling                                                     | A Resurrection                                | Matt Orlando | USA            | 2012 | |
| The Sigil                                                       | The Sigil                                     | Brandon Cano-Errecart | USA            | 2012 | |
| The Sleeper                                                     | The Sleeper                                   | Justin Russell | USA            | 2012 | |
| The Upper Footage                                               | Upper                                         | Blake Pennington | USA            | 2012 | |
| The Wicked                                                      | The Wicked                                    | Peter Winther | USA            | 2012 | |
| The Woods Have Eyes... Dead Eyes!                               | DeadEyes                                      | Marco Buggio, Marco Magni | ITA            | 2012 | |
| Tödliches Spiel – Would You Rather?                             | Would You Rather                              | David Guy Levy | USA            | 2012 | |
| VHS 1987                                                        | VHS 1987                                      | Rudy Gold | USA            | 2012 | |
| Warhouse                                                        | Warhouse                                      | Luke Massey | GB             | 2012 | |
| You Can’t Kill Stephen King                                     | You Can’t Kill Stephen King                   | Monroe Mann & Ronnie Khalil | USA            | 2012 | |
| Truth or Dare                                                   | Truth or Dare                                 | Robert Heath | USA            | 2012 | |
| In Fear                                                         | L.A. Slasher                                  | Jeremy Lovering | GB             | 2013 | |
| LA Slasher – DIE to be famous                                   | L.A. Slasher                                  | Martin Owen | USA            | 2013 | |
| Savaged: Gequält, vergewaltigt, verscharrt                      | Savaged                                       | Michael S. Ojeda | USA            | 2013 | Redneck Slasher                                                                                       |
| Starry Eyes                                                     | Starry Eyes                                   | Kevin Kolsch and Dennis Widmeyer | USA            | 2013 | |
| Wolf Creek 2                                                    | Wolf Creek 2                                  | Greg McLean | AUS            | 2013 | Sequel zu Wolf Creek                                                                                  |
| Bloody Doll                                                     | 怨灵人偶                                      | Teruyoshi Ishii | CHN            | 2013 | |
| Death Factory                                                   | The Butchers                                  | Steven Judd | USA            | 2013 | |
| Psychophonia                                                    | Psychophonia                                  | Brianne Davis | USA            | 2013 | |
| Kill, Granny, Kill!                                             | Kill, Granny, Kill!                           | Jacob Ennis | USA            | 2014 | |
| Preservation                                                    | Preservation                                  | Christopher Denham | USA            | 2014 | |
| Camp Blood: First Slaughter                                     | Camp Blood: First Slaughter                   | Mark Polonia | USA            | 2014 | Dritte Fortsetzung zu Camp Blood                                                                      |
| Kristy – Lauf um dein Leben                                     | Kristy                                        | Oliver Blackburn | USA            | 2014 | |
| The Voices                                                      | The Voices                                    | Marjane Satrapi | USA            | 2014 | |
| See No Evil 2                                                   | See No Evil 2                                 | Jen Soska, Sylvia Soska | USA            | 2014 | |
| Ich seh Ich seh                                                 | Ich seh Ich seh                               | Severin Fiala, Veronika Franz | AUT            | 2014 | |
| Treehouse                                                       | Treehouse                                     | Jakob Bilinski | USA            | 2014 | |
| Three Tears on Bloodstained Flesh                               | Three Tears on Bloodstained Flesh             | Jakob Bilinski | USA            | 2014 | |
| Wrong Turn 6: Last Resort                                       | Wrong Turn 6: Last Resort                     | Valeri Milev | USA            | 2014 | sechster Teil der Wrong-Turn-Reihe                                                                    |
| The Redwood Massacre – Das Böse lässt sich nicht töten          | The Redwood Massacre                          | David Ryan Keith | USA            | 2014 | |
| Be My Cat                                                       | Be My Cat: A Film for Anne                    | Adrian Tofei | ROM            | 2015 | |
| Bound to Vengeance                                              | Bound to Vengeance                            | José Manuel Cravioto | USA            | 2015 | |
| Death-Scort Service                                             | Death-Scort Service                           | Sean Donohue | USA            | 2015 | |
| The Final Girls                                                 | The Final Girls                               | Todd Strauss-Schulson | USA            | 2015 | |
| Krampus                                                         | Krampus                                       | Michael Dougherty | NZL/USA        | 2015 | |
| Last Girl Standing                                              | Last Girl Standing                            | Benjamin R. Moody | USA            | 2015 | |
| Volumes of Blood                                                | Volumes of Blood                              | P.J. Starks, Jakob Bilinski, Nathan Thomas Milliner, John Kenneth Muir, Lee Vervoort | USA            | 2015 | |
| Don’t Breathe                                                   | Don’t Breathe                                 | Fede Álvarez | USA            | 2016 | |
| Fender Bender                                                   | Fender Bender                                 | Mark Pavia | USA            | 2016 | |
| Hectic Knife                                                    | Hectic Knife                                  | Greg DeLiso | USA            | 2016 | |
| Holidays                                                        | Holidays                                      | Kevin Smith, Gary Shore, Matt Johnson, Scott Stewart, Nicholas McCarthy, Dennis Widmyer, Kevin Kolsch, Sarah Adina Smith, Anthony Scott Burns} | USA            | 2016 | Anthologie                                                                                            |
| Bloodlust – Playing with Dolls 2                                | Playing with Dolls 2 – Bloodlust              | Rene Perez | USA            | 2016 | |
| Camp Blood 4                                                    | Camp Blood 4                                  | Dustin Ferguson | USA            | 2016 | Camp-Blood-Filmreihe, zusammen mit Teil 5 gedreht                                                     |
| Camp Blood 5                                                    | Camp Blood 5                                  | Dustin Ferguson | USA            | 2016 | Camp-Blood-Filmreihe, zusammen mit Teil 5 gedreht                                                     |
| Camp Blood 666                                                  | Camp Blood 666                                | Ted Moehring | USA            | 2016 | Camp-Blood-Filmreihe                                                                                  |
| Still                                                           | Hush                                          | Mike Flanagan | USA            | 2016 | |
| Terrifier                                                       | Terrifier                                     | Damien Leone | USA            | 2016 | |
| Volumes of Blood: Horror Stories                                | Volumes of Blood: Horror Stories              | Sean Blevins, John William Holt, Jon Maynard, Nathan Thomas Milliner, Justin Seaman and James Treakle | USA            | 2016 | |
| The Windmill Massacre                                           | The Windmill Massacre                         | Nick Jongerius | NL             | 2016 | |
| Bloodmania                                                      | Bloodmania                                    | Herschell Gordon Lewis, Kevin Littlelight, Melanie Reinboldt | USA            | 2017 | Episode: GOREgeous                                                                                    |
| Havoc – Playing with Death: Meet the World’s Most Brutal Killer | Playing with Dolls: Havoc                     | Rene Perez | USA            | 2017 | |
| The Ice Cream Truck                                             | The Ice Cream Truck                           | Megan Freels Johnston | USA            | 2017 | |
| Ryde – Your Final Destination                                   | Ryde                                          | Brian Frank Visciglia | USA            | 2017 | |
| Ghost of Camp Blood                                             | Ghost of Camp Blood                           | Mark Polonia | USA            | 2018 | |
| Open 24 Hours                                                   | Open 24 Hours                                 | Padraig Reynolds | USA            | 2018 | |
| The Strangers: Opfernacht                                       | The Strangers: Prey at Night                  | Johannes Roberts | USA            | 2018 | |
| You Might Be the Killer                                         | You Might Be the Killer                       | Brett Simmons | USA            | 2018 | |
| Halloween                                                       | Halloween                                     | David Gordon Green | USA            | 2018 | Erster Teil der Reboot-Trilogie der Filmreihe, direkte Fortsetzung des ersten Films aus dem Jahr 1978 |
| Camp Blood 8                                                    | Camp Blood 8: Revelations                     | Dennis Devine | USA            | 2020 | Fortsetzung der Camp-Blood-Filmreihe                                                                  |
| Children of Camp Blood                                          | Children of Camp Blood                        | Mark Polonia | USA            | 2020 | Fortsetzung der Camp-Blood-Filmreihe                                                                  |
| Red Screening – Blutige Vorstellung                             | Al morir la matinée                           | Maximiliano Contenti | Uruguay        | 2021 | |
| Halloween Kills                                                 | Halloween Kills                               | David Gordon Green | USA            | 2021 | Zweiter Film der Reboot-Trilogie und Fortsetzung des Filmes von 2018                                  |
| Scream                                                          | Scream                                        | Matt Battinelli-Olpin & Tyler Gillett | USA            | 2022 | fünfter Teil der „Scream“-Reihe                                                                       |
| Texas Chainsaw Massacre                                         | Texas Chainsaw Massacre                       | David Blue Garcia | USA            | 2022 | |
| Terrifier 2                                                     | Terrifier 2                                   | Damien Leone | USA            | 2022 | |
| Halloween Ends                                                  | Halloween Ends                                | David Gordon Green | USA            | 2022 | Dritter und letzter Teil der Reboot-Trilogie, Fortsetzung von Halloween Kills                         |
| Scream VI                                                       | Scream VI                                     | Matt Battinelli-Olpin & Tyler Gillett | USA            | 2023 | sechster Teil der „Scream“-Reihe                                                                      |
| Winnie the Pooh: Blood and Honey                                | Winnie the Pooh: Blood and Honey              | Rhys Frake-Waterfield | GB             | 2023 | |
| Thanksgiving                                                    | Thanksgiving                                  | Eli Roth | USA            | 2023 | |
| It’s a Wonderful Knife                                          | It’s a Wonderful Knife                        | Tyler MacIntyre | USA            | 2023 | |
| Founders Day                                                    |                                               | Erik Bloomquist | USA            | 2023 | |
| Konferensen                                                     | Konferensen                                   | Patrik Eklund | SWE            | 2023 | |
| Winnie the Pooh: Blood and Honey 2                              | Winnie the Pooh: Blood and Honey 2            | Rhys Frake-Waterfield | GB             | 2024 | Fortsetzung zu Winnie the Pooh: Blood and Honey                                                       |
| In a Violent Nature                                             | In a Violent Nature                           | Chris Nash | KAN            | 2024 | |
| Peter Pan’s Neverland Nightmare                                 | Peter Pan’s Neverland Nightmare               | Scott Jeffrey | GB             | 2025 | |
| Heart Eyes – Der Pärchen-Killer                                 | Heart Eyes                                    | Josh Ruben | USA            | 2025 | |
| Screamboat                                                      | Screamboat                                    | Steven LaMorte | USA            | 2025 | |
| Clown in a Cornfield                                            | Clown in a Cornfield                          | Eli Craig | USA            | 2025 | Romanverfilmung                                                                                       |

## Dokumentationen
- Texas Chainsaw Massacre: A Family Portrait (USA, 1988)
- Going to Pieces – Die ultimative Tour durch ein blutiges Genre (USA, 2006)
- Scream and Scream Again: The History of the Slasher Film (USA, 2008)
- Slice & Dice: The Slasher Film Forever (USA, 2013)[244]

## Serien
| Titel                          | Originaltitel                         | Land | Jahr       | Staffeln        | Anmerkung |
| ------------------------------ | ------------------------------------- | ---- | ---------- | --------------- | --- |
| Freddy’s Nightmares            | A Nightmare on Elm Street: The Series | USA  | 1988–1990  | 2 (44 Episoden) | in Deutschland ist lediglich die erste Staffel auf VHS erscheinen. In den USA wurden zwei Staffeln produziert. |
| Erben des Fluchs               | Friday the 13th: The Series           | CAN  | 1987–1990  | 3 (72 Episoden) | |
| Harper’s Island                | Harper’s Island                       | USA  | 2009       | 1 (13 Episoden) | |
| Dexter                         | Dexter                                | USA  | 2006–2013  | 8 (96 Episoden) | |
| Holliston                      | Holliston                             | USA  | 2012-heute | 1 (6 Episoden)  | Webserie |
| Night Terrors                  | Night Terrors                         | USA  | 2011-heute | 1 (6 Episoden)  | Anthologiefilm Webserie                                                                                        |
| Social Media Massacre          | The Social Media Massacre             | USA  | 2010-heute | 2 (12 Episoden) | Anthologiefilm Webserie                                                                                        |
| Todd and the Book of Pure Evil | Todd and the Book of Pure Evil        | USA  | 2010-heute | 2 (26 Episoden) | |
| The River                      | The River                             | USA  | 2012-heute | 1 (8 Episoden)  | |
| Mastermind                     | Untitled Kevin Williamson Project     | USA  | 2012-heute | 1 (8 Episoden)  | |
| Scream                         | Scream                                | USA  | 2013-heute | 4 (24 Episoden) | |
| Bates Motel                    | Bates Motel                           | USA  | 2013-heute | 1 (8 Episoden)  | |
| Jason Xmas                     | Jason Xmas                            | USA  | 2014-heute | 1 (6 Episoden)  | |
| Merry Crushed Monday           | Merry Crushed Monday                  | USA  | 2014-heute | 1 (8 Episoden)  | |
| Woman Crushed Wednesday        | Woman Crushed Wednesday               | USA  | 2014-heute | 2 (16 Episoden) | |
| Scream Queens                  | Scream Queens                         | USA  | 2015-heute | 2 (23 Episoden) | |
| Slasher                        | Slasher                               | KAN  | 2015-heute | 1 (8 Episoden)  | |
| Dexter: New Blood              | Dexter: New Blood                     | USA  | 2021–2022  | 1 (10 Episoden) | |

## Subgenres
- Backwood Slasher spielen meistens an abgelegenen Orten wie Bergen, Hütten oder Wäldern. Beispiele sind die amerikanischen Blutgericht in Texas, Beim Sterben ist jeder der Erste, Muttertag, Freitag der 13. sowie britischen A Lonely Place to Die – Todesfalle Highlands, Eden Lake, Frightmare und In Fear.
- Gialli enthalten grausige Morde und kombinieren schockierende Szenen mit einem thrillerartigen Verlauf. Beispiele sind die amerikanischen Filme Psycho und Vertigo, der britische Film Peeping Tom sowie die italienischen Blutige Seide, Das Geheimnis der schwarzen Handschuhe, Der New York Ripper und Il tuo vizio è una stanza chiusa e solo io ne ho la chiave.
- Holiday Slasher spielen, wie der Name sagt, an oder rund um Feiertage. Beispiele Blutnacht – Das Haus des Todes, Blutiger Valentinstag, Die Horror Party, Jessy – Die Treppe in den Tod, Monster im Nachtexpreß, Rabbits, Schrei, wenn Du kannst und Stille Nacht – Horror Nacht.[259]
- Rape-and-Revenge haben einen sich drehenden Verlauf, in dem das Opfer zum Jäger des ursprünglichen Täters wird. Beispiele sind u. a.: Bluthunde, Ich spuck auf dein Grab, Das letzte Haus links und Irréversible.
- Redneck Slasher haben einen entstellten Gegner, der sich auf die Jagd begibt. Beispiele sind u. a.: Hatchet, Hügel der blutigen Augen, RovDyr und Wrong Turn.
- Sickos stechen durch ihre extreme, meistens sadistische Art heraus. Das Sicko-Genre ist weitgehend in Asien verbreitet. Beispiele sind: Audition, Blood Feast, Guinea Pig, A Chinese Torture Chamber und Red to Kill.[260]
- Teen Slasher spielen meistens im High-School-Umfeld oder auf Teenager-Partys. Beispiele sind u. a.: Düstere Legenden, Halloween – Die Nacht des Grauens, Ich weiß, was du letzten Sommer getan hast und Scream – Schrei!.[261]
- Torture Slasher fallen durch extreme körperliche und psychische Gewalt auf. Beispiele sind u. a. Das letzte Haus links, Hostel, Martyrs, Funny Games und Saw.